# Derby di Milano

Il capitano nerazzurro Sandro Mazzola e quello rossonero Gianni Rivera prima del derby della Madonnina del 27 marzo 1977, sotto lo sguardo dell'arbitro Paolo Casarin

Il derby di Milano è la stracittadina calcistica che mette di fronte le due principali squadre di Milano, i nerazzurri dell'Inter e i rossoneri del Milan. Colloquialmente è detto anche derby della Madonnina, dalla caratteristica statua della Madonna Assunta posta in cima al Duomo di Milano.
Storicamente il tifo per l'Inter era emanazione della borghesia cittadina, a differenza di quello del Milan supportato a maggioranza dalle classi popolari. Infatti, i tifosi nerazzurri soprannominavano quelli rossoneri casciavìt, che in milanese significa «cacciaviti», proprio per indicare l'estrazione operaia della maggior parte di quei tifosi milanisti che a loro volta apostrofavano i loro rivali baùscia, termine dialettale milanese che significa «sbruffone», essendo allora la tifoseria interista composta perlopiù dalle classi altolocate: il tifoso nerazzurro poteva permettersi il "lusso" di andare a San Siro in motoretta (muturèta, altro soprannome dato agli interisti dai milanisti); d'altro canto, i rossoneri erano i tramvèe (cioè in grado di arrivare allo stadio solo coi mezzi pubblici).
Questo divario tra le due tipologie di tifosi andrà spegnendosi sul finire degli anni sessanta del XX secolo, in coincidenza con l'avvenuta riconfigurazione dell'assetto socioeconomico dell'Italia e della realtà lombarda.
A livello di palmarès si tratta di uno dei match di maggior prestigio nel panorama europeo e tra i più noti in quello mondiale. Le due squadre contendenti sono, infatti, due delle formazioni europee di una stessa città a essersi laureate campioni continentali, avendo vinto la Coppa dei Campioni/UEFA Champions League (unitamente alle squadre mancuniane del Manchester City e del Manchester Utd), nonché campioni mondiali, avendo conquistato sia la Coppa Intercontinentale che la successiva Coppa del mondo per club FIFA (un record, limitatamente all'Intercontinentale, condiviso con le squadre madrilene dell'Atlético Madrid e del Real Madrid e, a livello di Coppa del mondo per club FIFA, condiviso con le squadre mancuniane precedentemente citate).
Il derby di Milano è stato assegnatario di trofei ufficiali in un'edizione della Coppa Italia (1976-1977) e in tre della Supercoppa italiana (2011, 2022 e 2024). Inoltre è l'unica stracittadina italiana a essersi disputata in competizioni europee, avendo caratterizzato tre edizioni della UEFA Champions League: semifinale nel 2002-2003, quarti di finale nel 2004-2005 e ancora semifinale nel 2022-2023.

## Storia

### Gli anni 1910 e 1920

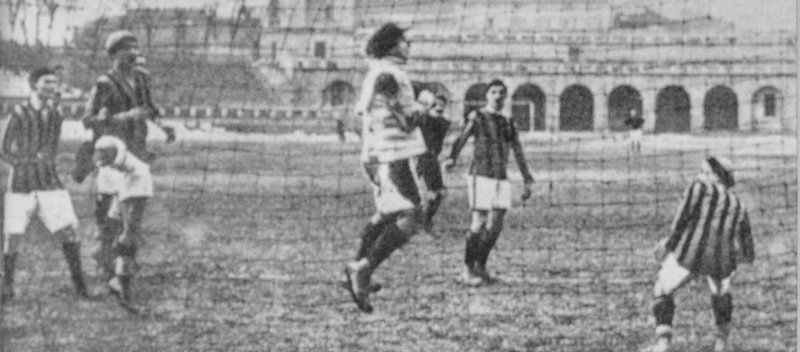
Il primo derby di Milano, giocato il 10 gennaio 1909 al campo Milan di Porta Monforte

La prima stracittadina ufficiale tra le due squadre ebbe luogo nel campionato 1909, più precisamente il 10 gennaio, quando al campo Milan di Porta Monforte i rossoneri si imposero per 3-2 grazie alle reti messe a segno da Trerè II, Lana e Laich alle quali risposero solo parzialmente quelle nerazzurre di Gama e Schuler. Nella stagione 1909-10 arrivarono le prime affermazioni interiste, il 5-0 del 6 febbraio 1910 con le reti di Capra I (tripletta), Peterly I e Payer I e il 5-1 del successivo 27 febbraio con le doppiette di Peterly I ed Engler e il gol di Capra I. In quella stagione i nerazzurri vinsero per la prima volta il campionato federale battendo nello spareggio finale la Pro Vercelli mentre il Milan concluse al sesto posto. Nel 1910-11 il Milan si prese la sua rivincita battendo i nerazzurri sia all'andata (2-0) sia al ritorno (6-3) con Tobias e Van Hege protagonisti e in gol sia all'andata sia al ritorno. Dal 1911 al 1913 si assistette a quattro affermazioni consecutive dei milanisti, con l'Inter capace di interrompere la striscia solo nella stagione 1913-14 andando a vincere per 1-0 sul campo del Milan con gol di Cevenini I. A questa vittoria seguirono altre due affermazioni dell'Inter, tra cui il roboante 5-2 del 22 febbraio 1914.
Le due squadre tornarono a fronteggiarsi solo nel 1920-21 (nel frattempo i nerazzurri avevano vinto il loro secondo titolo nella stagione 1919-20) dividendosi la posta sia all'andata (0-0) sia al ritorno (1-1). Passarono altri sei anni prima che Inter e Milan potessero nuovamente incontrarsi e l'occasione coincise con la prima stracittadina disputata nell'impianto di San Siro: a vincere fu il Milan che si impose per 2-1 grazie alla doppietta di Santagostino, intervallata dal gol interista di Castellazzi; al ritorno le due squadre pareggiarono per 1-1. L'anno successivo vide due vittorie esterne, per 2-1 dell'Inter a San Siro e per 3-2 del Milan al Campo Virgilio Fossati. Nella stagione 1929-30, la prima a girone unico, l'Ambrosiana fece sue non solo entrambe le stracittadine (2-1) e 2-0 ma anche il campionato, distanziando il Milan di ben 18 punti nella classifica finale.

### Gli anni 1930 e 1940

Da sinistra: Demaría, capitano dell'Ambrosiana-Inter, s'intrattiene con il grande ex Meazza del Milano, accanto all'arbitro Bertolio, prima della stracittadina del 9 febbraio 1941; all'epoca i due club avevano assunto nomi diversi da quelli storici per ragioni politiche

Dal girone d'andata della stagione 1930-31 (1-1), a quello della stagione 1937-38 (2-1) l'Ambrosiana-Inter rimase imbattuta nei confronti del Milan per altre quindici partite, collezionando durante questa striscia sette pareggi e otto vittorie tra cui il 5-4 del 6 novembre 1932 (a segno, tra gli altri, Demaría con una doppietta e Meazza). Proprio nel 1937-38 i nerazzurri vinsero il titolo chiudendo il campionato tre punti sopra i rossoneri a cui non bastò vincere il derby di ritorno per 1-0. Una vittoria per parte nelle stagioni 1938-39 e 1939-40, quando l'Ambrosiana-Inter vinse nuovamente il titolo distanziando il Milan di 16 punti.
Dal 1940 al 1943 il bilancio delle stracittadine fu favorevole ai nerazzurri che ottennero tre vittorie a fronte di due pareggi e una sola vittoria rossonera. Nel 1944 l'aggravarsi del secondo conflitto bellico impedì il normale svolgimento del massimo campionato spingendo i dirigenti della Federazione attivi nella Repubblica Sociale Italiana a organizzare un torneo su base regionale. Le due squadre meneghine si incontrarono il 23 gennaio e il 19 marzo, con una vittoria a testa (3-1 per l'Ambrosiana-Inter e 2-0 per il Milano).

Una fase di Inter-Milan (6-5) del 6 novembre 1949, tuttora il derby che fece registrare il maggior numero di reti segnate

Nella stagione 1945-46 Inter e Milan si fronteggiarono addirittura quattro volte (due nel girone settentrionale e due nel girone finale a carattere nazionale) con un bilancio in perfetta parità, di due vittorie a testa. Dal 1946-47 al 1949-50, mentre il campionato era tornato nella classifica formula a girone unico, il Milan collezionò cinque vittorie a fronte di un pareggio e due vittorie nerazzurre. In questo periodo si giocarono la stracittadina terminata in pareggio con più gol (il 4-4 del 6 febbraio 1949, valido per la 24ª giornata del campionato 1948-49) e quella il maggior numero di reti in assoluto (il 6-5 del 6 novembre 1949 in favore dell'Inter, valido per la 10ª giornata del campionato 1949-50).

### Gli anni 1950
Nella stagione 1950-51 la lotta per il titolo tra le due squadre meneghine vide prevalere il Milan, anche in virtù della vittoria per 1-0 nel derby di ritorno grazie alla rete decisiva di Nordahl III (all'andata i nerazzurri avevano vinto per 3-2 grazie al gol di Nyers I e alla doppietta di Skoglund). A fine stagione i rossoneri distanziarono l'Inter di un solo punto vincendo il quarto titolo della loro storia (dopo quelli del 1901, 1906 e 1907). Il triennio seguente vide Inter e il Milan lottare per il titolo assieme alla Juventus, con quest'ultima che fece suo il campionato 1951-52 (i due derby di Milano terminarono 2-2 all'andata e 2-1 per i rossoneri al ritorno).

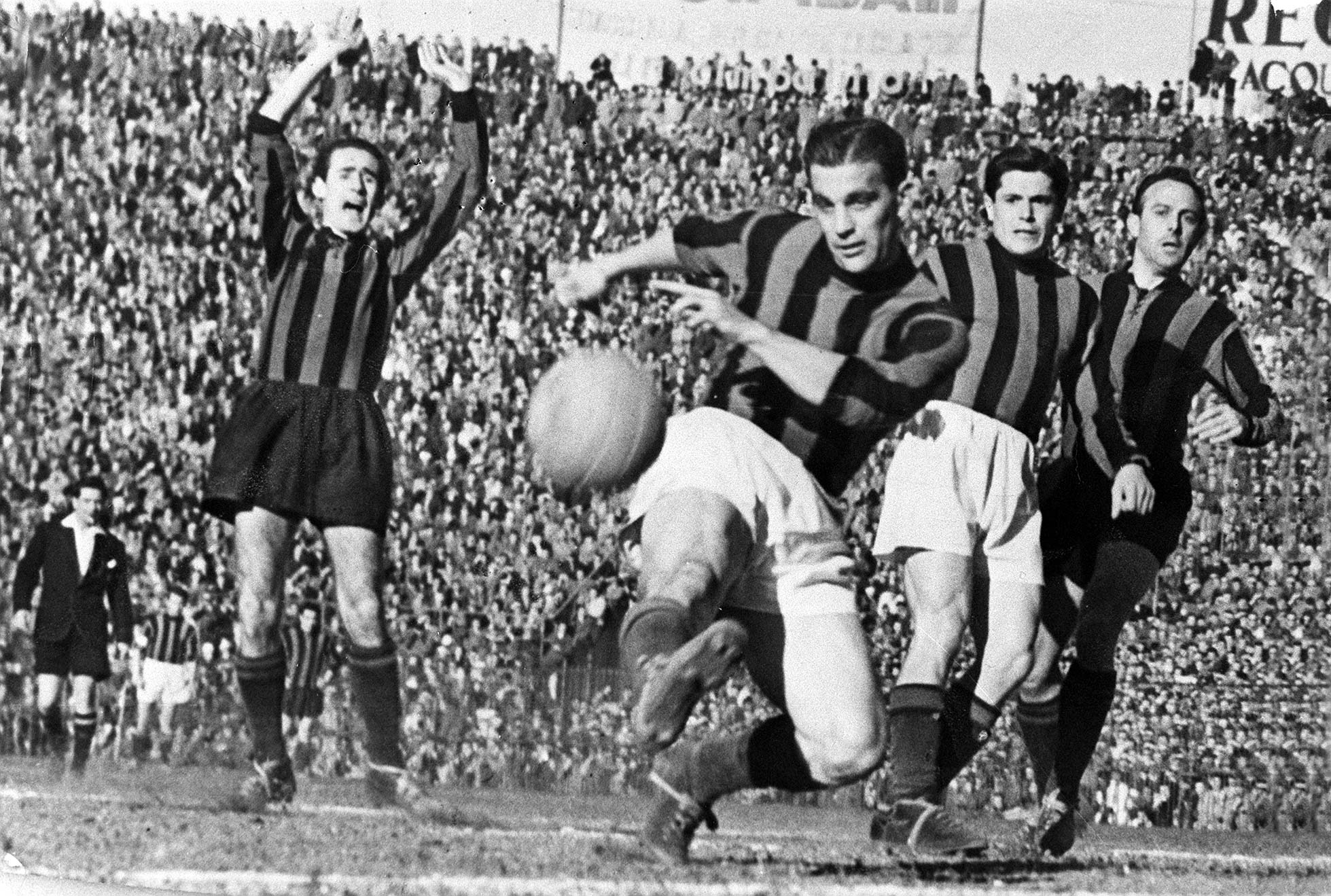
Il milanista Nordahl, l'unico capace di laurearsi per 5 volte capocannoniere della Serie A, scocca il tiro che decide la stracittadina del 25 marzo 1951

Nella stagione 1952-53 l'Inter tornò a conquistare il titolo chiudendo quattro punti davanti ai milanisti (terzi) e uscendo imbattuti dai due confronti stagionali (vittoria per 1-0 con gol decisivo di Lorenzi e pareggio per 0-0); il titolo venne confermato l'anno successivo, questa volta con un vantaggio di sette punti sui milanisti (ancora terzi) e un bilancio di una vittoria (3-0 con tripletta di uno scatenato Nyers I) e una sconfitta (2-0 con reti di Nordahl III e Sørensen) nelle stracittadine. Il Milan si prese la sua rivincita nella stagione 1954-55 quando tornò a conquistare lo scudetto (il quinto della sua storia) distanziando i nerazzurri di dodici punti senza però riuscire a superarli nei due scontri diretti, entrambi terminati in parità sul punteggio di 1-1.
Dal 1955 al 1957 il Milan arrivò davanti all'Inter in classifica (vincendo il campionato 1956-57) ma uscì battuto nel bilancio delle stracittadine con due sconfitte e due pareggi. La stagione 1957-58 fu deludente per entrambe (piazzatesi none al termine del campionato), ma offrì i primi incontri tra le due squadre nella Coppa nazionale, dove a prevalere fu il Milan con una vittoria (3-2) e un pareggio (1-1) nel girone di qualificazione ai quarti di finale. Nel campionato 1958-59 i rossoneri tornarono a primeggiare vincendo il titolo nonostante un pareggio (1-1) e una sconfitta (0-1) nelle stracittadine con l'Inter (terza). L'anno successivo fece rumore il 5-3 con il quale il Milan superò i nerazzurri nella gara di ritorno (0-0 all'andata), soprattutto grazie alla quaterna da record messa a segno da Altafini.

### Gli anni 1960

Milan-Inter (1-1) del 24 febbraio 1963: il nerazzurro Sandro Mazzola realizza dopo 13" la rete più veloce nella storia del derby

Nella stagione 1960-61 si rinnovò per entrambe il duello con la Juventus, che vinse lo scudetto davanti a Milan e Inter (separate da un punto), mentre nei due derby si assistette a una vittoria esterna per parte (1-0 per i nerazzurri). e 2-1 per i rossoneri L'anno successivo il Milan tornò a conquistare il campionato, proprio davanti all'Inter che chiuse seconda a cinque punti di distanza pur vincendo lo scontro diretto nel girone di ritorno per 2-0 (l'andata era terminata 3-1 per i milanisti).
Dalla stagione 1962-63 a quella 1965-66 la Beneamata visse uno dei periodi più gloriosi della propria storia, affermandosi in ben tre edizioni su quattro del massimo campionato italiano e mancando il titolo solo nel 1963-64 per via della sconfitta nello spareggio scudetto con il Bologna; nello stesso periodo il Milan raccolse comunque due vittorie a fronte di altrettante sconfitte e ben quattro pareggi, tra cui quello per 1-1 del 24 febbraio 1963, valido per la 24ª giornata del campionato 1962-63 e ricordato soprattutto per la rete da record realizzata da Mazzola 13 secondi dopo il calcio d'inizio (ancora oggi la marcatura più veloce nella storia del derby).

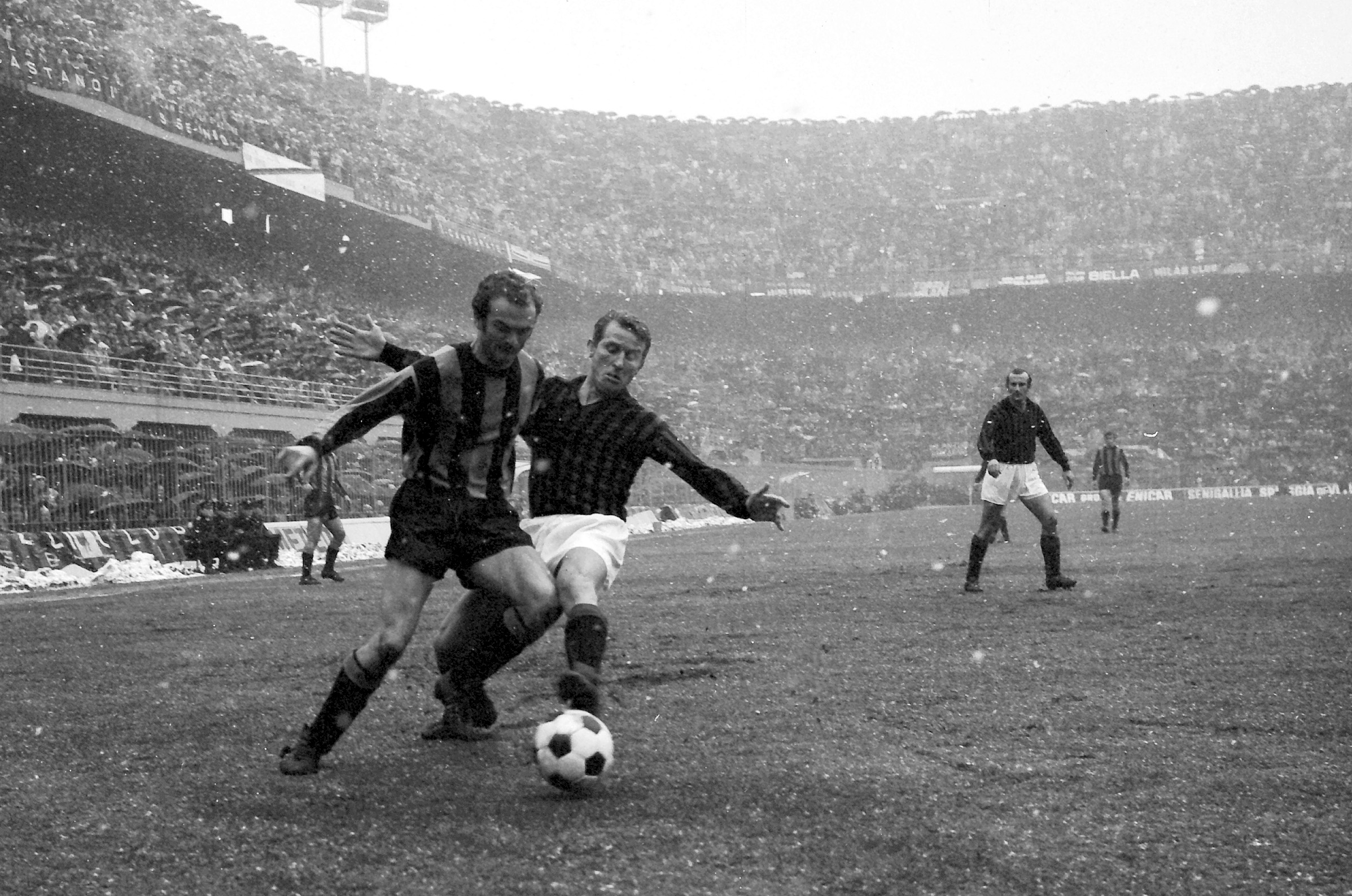
Da sinistra: l'interista Mazzola e il milanista Trapattoni si contendono la palla nella stracittadina dell'8 marzo 1970 giocata sotto un insolito nevischio

Nella stagione 1966-67, nonostante l'epopea della Grande Inter di Angelo Moratti stesse volgendo al termine, i nerazzurri colsero due vittorie in altrettante stracittadine (1-0 e 4-0) e chiusero davanti al Milan di ben 11 punti. I rossoneri si riscattarono l'anno successivo vincendo il titolo e rimanendo imbattuti nei quattro derby stagionali (due di campionato e due di Coppa) grazie a tre pareggi e una vittoria.
Dal 1968 al 1970 il bilancio delle stracittadine fu in perfetta parità con una vittoria a testa e due pareggi.

### Gli anni 1970

Da sinistra: i capitani delle due squadre, l'interista Mazzola e il milanista Rivera, scherzano prima della finale di Coppa Italia 1976-1977, la prima volta in cui il derby ha valso un trofeo ufficiale

Nel campionato 1970-71 Inter e Milan tornarono a contendersi il titolo punto a punto e ad avere la meglio furono i nerazzurri, che trionfarono nel derby di ritorno per 2-0 grazie alle reti di Corso e Mazzola I riscattando la sconfitta subita all'andata per 3-0 con reti di Biasiolo I, Villa II e Rivera. Dal 1971 al 1973 i rossoneri collezionarono ben cinque vittorie e un pareggio nei sei confronti diretti (quattro di campionato e due di Coppa nel 1971-72). Nella stagione 1973-74 l'Inter ebbe la meglio nei quattro derby stagionali (compresi i due di Coppa) interrompendo la striscia vincente con il pareggio per 0-0 nella gara di andata del campionato 1974-75 al quale seguirono due vittorie del Milan e un altro pareggio (gli ultimi due risultati relativi alla Coppa).
Dopo due vittorie rossonere nel 1975-76 (2-1 e 1-0), la stagione 1976-77 vide le due squadre affrontarsi per la prima volta in una finale allo scopo di decretare la vincente della Coppa Italia 1976-77 (i due derby di campionato erano terminati entrambi in pareggio): ad avere la meglio fu il Milan che vinse per 2-0 grazie alle reti di Maldera III e Braglia. Seguirono due vittorie del Milan e due pareggi nelle quattro stracittadine relative alle stagioni 1977-78 e 1978-79, quest'ultima conclusasi con il successo finale dei rossoneri. 

Da sinistra: i fratelli Baresi, il milanista Franco e l'interista Giuseppe, prima della stracittadina del 2 marzo 1980

Nel campionato 1979-80 l'Inter tornò a conquistare il titolo anche grazie alle due vittorie (per 2-0 con doppietta di Beccalossi e 1-0 con rete decisiva di Oriali) raccolte negli scontri diretti con i rossoneri, che chiusero al terzo posto distanti 5 punti; tuttavia a fine stagione le sentenze relative allo scandalo del calcioscommesse sancirono il declassamento del Milan all'ultimo posto della graduatoria con conseguente retrocessione in serie cadetta.

### Gli anni 1980
Nella stagione 1980-81 le due squadre si incontrarono solo in Coppa Italia, con l'Inter vittoriosa per 1-0 con gol di Altobelli.
Dopo un anno di assenza dalla massima serie, il derby tornò a disputarsi nella stagione 1981-82 registrando altre due vittorie nerazzurre (1-0 e 2-1) e un pareggio nella Coppa nazionale (2-2); l'Inter chiuse quel campionato in quinta posizione, mentre il Diavolo non riuscì a evitare il quattordicesimo posto, andando incontro alla seconda retrocessione della sua storia. Si dovette dunque attendere un anno prima che le due squadre tornassero a fronteggiarsi nella massima serie, facendo registrare una vittoria dei nerazzurri (2-0) e un pareggio (0-0) nella stagione 1983-84.

Il milanista Hateley sovrasta l'interista ed ex capitano rossonero Collovati e decide il derby del 28 ottobre 1984

In generale, tra la fine degli anni Settanta e la prima metà degli anni Ottanta del Novecento la squadra nerazzurra concluse imbattuta per nove partite consecutive tra campionato e Coppa Italia: dal derby di ritorno della stagione 1978-79 a quello di ritorno della stagione 1983-84, i nerazzurri ottennero sei vittorie e tre pareggi.
Nel 1984-85 Inter e Milan si incontrarono ben quattro volte, due in campionato e due in Coppa, in questo caso per decretare la finalista di quell'edizione: il bilancio complessivo arrise ai rossoneri che collezionarono due vittorie e due pareggi, ottenendo anche il passaggio del turno. Nel campionato 1985-86 gli scontri diretti tra le due squadre fecero registrare un pareggio per 2-2 e una vittoria dell'Inter per 1-0 con gol decisivo di Minaudo (derby passato alla storia per essere stato il primo da presidente del Milan per Berlusconi). Dopo un pareggio (0-0) e una vittoria (2-1) nel 1986-87, nella stagione 1987-88 il Milan fece suoi entrambi i derby stagionali con il risultato di 1-0 (autorete di Ferri II) e 2-0 (reti di Gullit e Virdis) tornando a vincere lo scudetto nove anni dopo l'ultima volta.

Aldo Serena, tra coloro che hanno giocato la stracittadina milanese con entrambe le maglie, dà il successo all'Inter nella gara dell'11 dicembre 1988

Dal 1988 al 1990 il bilancio delle stracittadine fece registrare due vittorie nerazzurre, tra cui l'importante 1-0 nel girone d'andata del vittorioso campionato 1988-89 con gol decisivo di Serena, una rossonera (il 3-0 del campionato 1989-90 con reti di van Basten, Fuser e Massaro) e un pareggio.

### Gli anni 1990
Dalla stagione 1990-91 a quella 1993-94 il Milan si impose in campionato per ben tre volte su quattro dando seguito a un periodo di successi nazionali e internazionali incominciato nel 1988. Nello stesso periodo tra campionato e Coppa i rossoneri raccolsero cinque vittorie, quattro pareggi e una sola sconfitta negli scontri diretti con l'Inter.
Nella stagione 1994-95, comprendendo anche quelli di Coppa, i nerazzurri riuscirono a far loro ben tre dei quattro derby disputati vincendo per 3-1 quello di ritorno in campionato (divenuto celebre per essere stato il primo dopo il passaggio della società a Massimo Moratti).

I due numeri nove del calcio milanese dell'epoca, il rossonero Weah e il nerazzurro Ronaldo – entrambi Palloni d'oro –, durante il derby del 23 ottobre 1999

Dal 1995 al 1998 il bilancio delle stracittadine vide quattro vittorie nerazzurre (tra cui un netto 3-0 nella gara di ritorno del campionato 1997-1998 con doppietta di Simeone e gol di Ronaldo), tre pareggi e una vittoria rossonera (coincisa però con un clamoroso 5-0 rifilato ai rivali in Coppa nel 1998). Nella stagione 1998-99, conclusasi con un nuovo successo finale dei rossoneri, i due derby di campionato terminarono entrambi in parità e sempre con il risultato di 2-2 mentre in quella 1999-2000 le due squadre tornarono a fronteggiarsi oltre che in campionato (una vittoria per parte) anche nella Coppa nazionale, dove il passaggio del turno arrise all'Inter (vittoria per 3-2 e pareggio per 1-1).

### Gli anni 2000
Il campionato 2000-01 fece registrare un pareggio per 2-2 nel girone d'andata e un roboante 6-0 per il Diavolo in quello di ritorno con doppiette di Comandini e Ševčenko e gol di Giunti e Serginho (ancora oggi il massimo scarto nella storia del derby). L'anno successivo si assistette a una vittoria per parte, 4-2 per il Milan e 1-0 per l'Inter con gol decisivo di Vieri. Nella stagione 2002-03 le due squadre si affrontarono come di consueto in campionato (doppia vittoria per 1-0 del Milan) ma soprattutto, per la prima volta nella storia della stracittadina, in Champions League al fine di decretare la finalista dell'edizione di quell'anno: ad avere la meglio furono i rossoneri che passarono il turno grazie alla regola dei gol fuori casa, pareggiando 0-0 all'andata e 1-1 al ritorno (reti di Ševčenko e Martins).

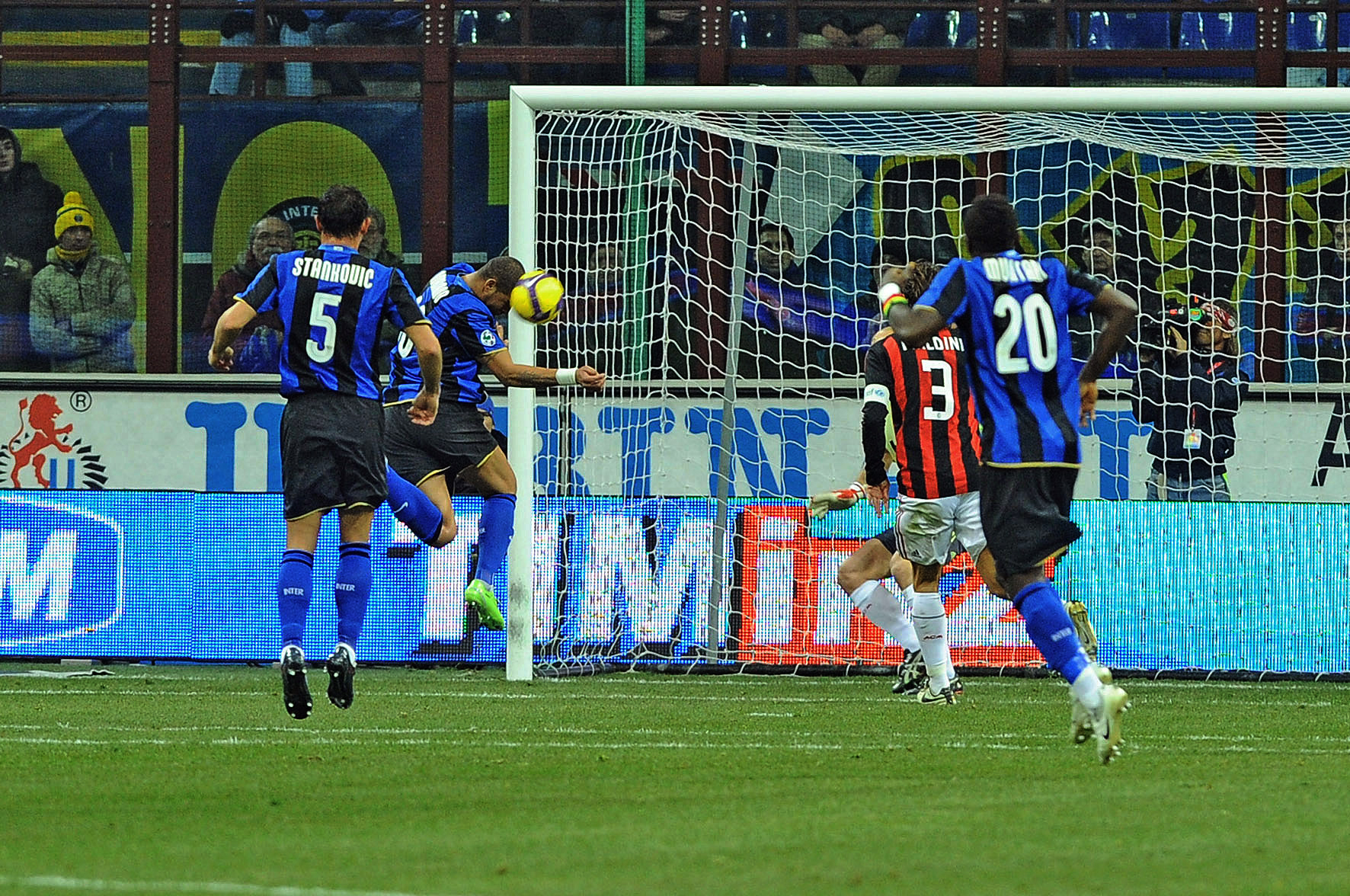
L'interista Adriano segna la rete del momentaneo 1-0 nella stracittadina del 15 febbraio 2009

L'anno successivo il Milan tornò a conquistare il campionato facendo suoi entrambi i derby, con il risultato di 3-1 e 3-2 (quest'ultimo in rimonta). Nella stagione 2004-05, dopo un pareggio (0-0) e una vittoria rossonera (1-0) con gol decisivo di Kaká in campionato, si assistette a una nuova sfida tra le due squadre in campo europeo, e sempre in Champions League: anche in questo caso prevalse il Milan che vinse 2-0 all'andata (reti di Stam e Ševčenko) e 3-0 al ritorno (risultato deciso a tavolino dalla Federazione europea a seguito della sospensione della partita al 73' sul risultato di 1-0 per il Milan per intemperanze dei tifosi nerazzurri).
Dalla stagione 2005-06 a quella 2009-10 l'Inter fece suo il campionato per ben cinque volte consecutive, stabilendo il proprio record a livello societario ed eguagliando quello italiano dell'epoca. Durante questo periodo il bilancio delle stracittadine arrise ai nerazzurri che ottennero sette vittorie a fronte di sole tre sconfitte; tra i successi interisti, furono degni di nota il pirotecnico 4-3 nel girone d'andata del campionato 2006-07 il pesante 4-0 nel girone d'andata del campionato 2009-10 (reti di Motta, Milito, Maicon e Stanković) e il 2-0 nel girone di ritorno del summenzionato torneo, conclusosi con l'Inter in nove uomini per le espulsioni di Sneijder nel primo tempo e di Lúcio nel finale di gara.

### Gli anni 2010

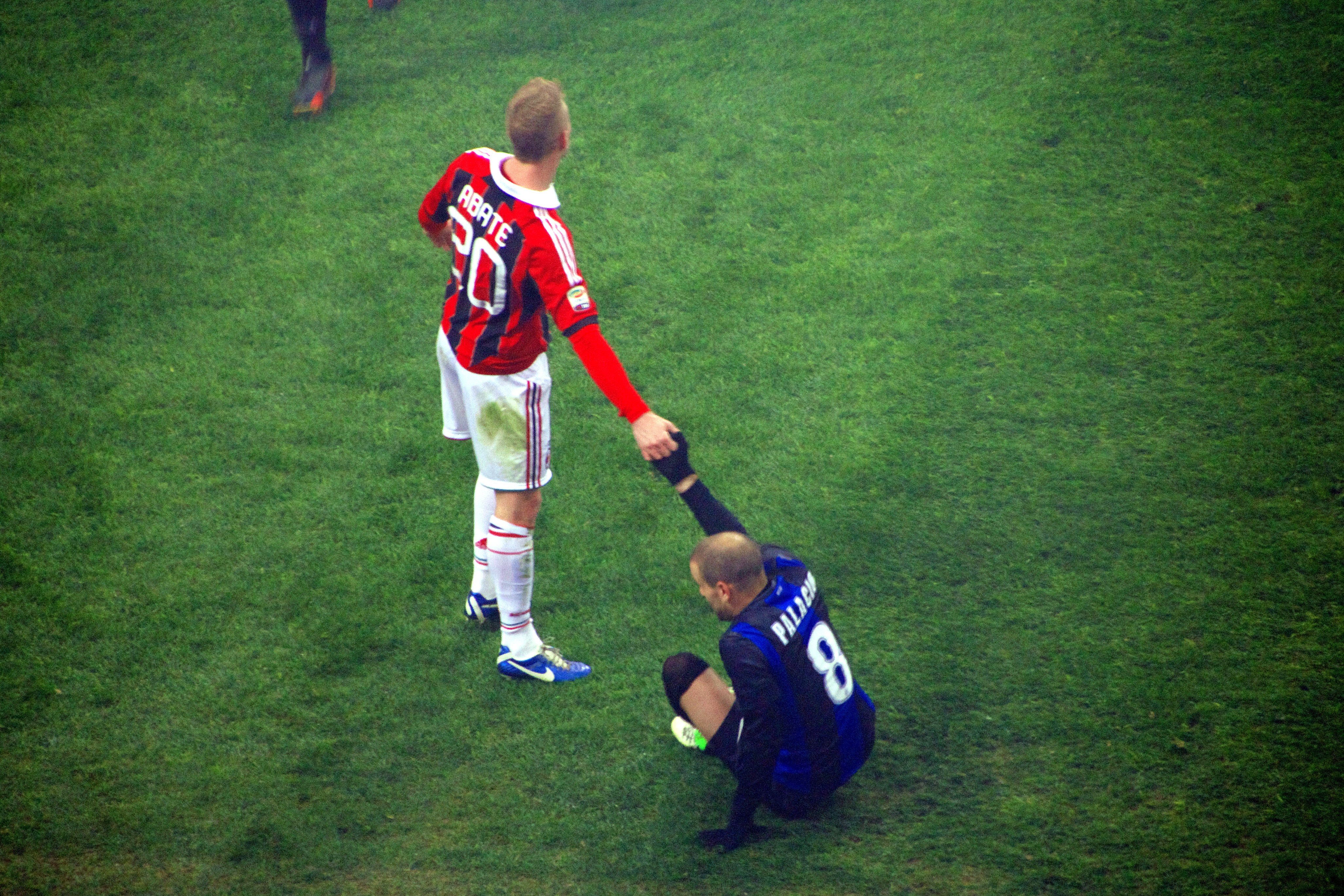
Un gesto di fair play tra il milanista Abate e l'interista Palacio nel derby del 24 febbraio 2013

La stagione 2010-11 segnò un passaggio di consegne: il Milan guidato da Allegri riportò bottino pieno in entrambi i derby, vincendo lo scudetto (dopo 7 anni) davanti ai cugini allenati dall'ex rossonero Leonardo. Nel campionato seguente l'Inter si "vendicò" in entrambi gli incontri di campionato, negando inoltre ai campioni uscenti la possibilità del bis-scudetto: perdendo per 4-2 il derby del 6 maggio, il Diavolo mancò l'obiettivo del tricolore, andato in quella stessa giornata alla Juventus. La stagione si era aperta, tuttavia, nel segno dei rossoneri, che avevano portato a casa la Supercoppa italiana strappandola proprio al Biscione nell'inedita ambientazione dello stadio nazionale di Pechino. L'anno successivo si assistette invece a una vittoria dell'Inter (1-0) e un pareggio (1-1).
Per gran parte degli anni Duemiladieci, complici un vittorioso ciclo juventino (con conseguente maggiore attenzione mediatica alle vicende dei torinesi), nonché realtà quali Napoli e Roma capaci di mettere in campo una migliore competitività rispetto alle milanesi, la stracittadina lombarda scemò progressivamente in termini d'interesse. Ridimensionate le proprie aspettative in senso sportivo, Inter e Milan (le cui proprietà nel frattempo divennero straniere) diedero vita perlopiù a sfide decisive per la qualificazione in Europa League. Fra le stagioni 2013-14 e 2016-17, il bilancio delle stracittadine in Serie A vide due vittorie nerazzurre, due rossonere e quattro pareggi.
Nella stagione 2017-18, che si concluse con il ritorno in Champions League dell'Inter, i nerazzurri vinsero la gara d'andata per 3-2 grazie ad una tripletta di Icardi (che eguagliò il record di reti in un derby per un calciatore interista), mentre in quella di ritorno le due squadre impattarono sul risultato di 0-0. Nella stessa stagione Inter e Milan tornarono ad affrontarsi in Coppa Italia a distanza di quasi diciotto anni dall'ultimo confronto nella competizione: a prevalere fu la formazione milanista grazie al gol nei tempi supplementari di Cutrone (1-0). L'anno successivo l'Inter si impose sul Milan in entrambe le sfide, per 1-0 e 3-2. La Beneamata fece suoi entrambi i derby anche nella stagione 2019-20, con i risultati di 2-0 e 4-2, portando a otto la sua striscia d'imbattibilità nelle stracittadine di campionato e a quattro il suo filotto di derby consecutivi vinti in campionato: entrambe le occorrenze non si verificavano per i nerazzurri dal periodo compreso tra la fine degli anni Settanta e la prima metà degli anni Ottanta del XX secolo.

### Gli anni 2020

Murale nei pressi di San Siro raffigurante lo scontro tra l'interista Lukaku e il milanista Ibrahimović nella stracittadina di Coppa Italia del 26 gennaio 2021

Nel campionato 2020-21, stagione in cui il derby tornò a essere decisivo per le sorti dello scudetto, si registrò una vittoria del Milan a quattro anni di distanza dalla volta precedente: i rossoneri vinsero l'andata per 2-1 grazie ad una doppietta di Ibrahimović che, a 39 anni e 14 giorni, diventò il marcatore più anziano nella storia della stracittadina. Nel girone di ritorno, invece, i nerazzurri prevalsero con un netto 3-0, con Lukaku che stabilì il primato per il maggior numero di derby consecutivi a segno (5 tra campionato e coppa nazionale), e si lanciarono verso la vittoria del titolo tricolore. Nella stessa annata le due squadre si affrontarono in Coppa Italia dopo il precedente di quattro anni prima: ad imporsi fu l'Inter, che vinse per 2-1 grazie al gol decisivo di Eriksen nel tempo di recupero. Nella stagione successiva, che vide nuovamente le due squadre meneghine contendersi il successo in campionato, vinto stavolta dal Milan, la stracittadina tornò a disputarsi in ben quattro occasioni (come non accadeva dalla stagione 2004-05): in campionato le sfide terminarono sul punteggio di 1-1 all'andata e 2-1 per i rossoneri al ritorno; in Coppa Italia il confronto fu favorevole all'Inter, che superò il Milan per 3-0 nel ritorno delle semifinali della Coppa nazionale, dopo che le due squadre avevano impattato per 0-0 all'andata, e si qualificò per l'atto conclusivo della manifestazione, poi vinta dai nerazzurri.
Nell'annata 2022-23, che vide una vittoria per parte in campionato (3-2 per i rossoneri all'andata e 1-0 per i nerazzurri al ritorno), le due squadre tornarono ad affrontarsi nelle semifinali di Champions League a venti anni di distanza dall'ultima volta e a diciotto dall'ultimo precedente nella competizione: a passare il turno fu l'Inter, che superò il Milan in entrambe le gare, per 2-0 all'andata (reti di Džeko e Mxit'aryan) e per 1-0 al ritorno (rete di Martínez). Il totale dei derby disputati in stagione fu addirittura di cinque, un record assoluto, visto che le squadre si affrontarono anche nella finale di Supercoppa italiana dopo il precedente del 2011: ad imporsi anche in quel caso furono i nerazzurri, che superarono i rossoneri per 3-0 allo stadio internazionale Re Fahd di Riad, raggiungendoli nell'albo d'oro della competizione.
Il campionato 2023-24 fece registrare nella partita di andata una larga vittoria per 5-1 dei nerazzurri, che stabilirono la loro striscia migliore di successi consecutivi nella stracittadina (cinque, tutti nel corso dell'anno solare 2023). La serie di vittorie dell'Inter si allungò a sei nella gara di ritorno, in virtù del successo per 2-1 sui rossoneri che passò agli annali poiché coincise con la conquista dello scudetto, il ventesimo della storia nerazzurra, quello della seconda stella.
La striscia di successi consecutivi dell'Inter si interruppe nella gara d'andata del campionato 2024-2025, quando il Milan si impose per 2-1, tornando alla vittoria in una stracittadina dopo due anni. Nella gara di ritorno arrivò invece un pareggio che mancava da tre anni. Nella stessa stagione le due squadre si affrontarono anche in finale di Supercoppa italiana, che vide il successo del Milan per 3-2 in rimonta allo stadio internazionale Re Fahd di Riad, e nelle semifinali di Coppa Italia, dove a passare il turno furono ancora i rossoneri.

## Risultati
Di seguito si riporta la lista completa in ordine cronologico dei 244 derby calcistici disputati in gare ufficiali tra Inter e Milan dal 1909 al 2025.
| Nº  | Data              | Stadio                          | Competizione                    | Incontro                  | Risultato   | Marcatori Milan | Marcatori Inter                                                                                             | #   | Referto | Arbitro                          |
| --- | ----------------- | ------------------------------- | ------------------------------- | ------------------------- | ----------- | --- | --- | --- | ------- | -------------------------------- |
| 1   | 10 gennaio 1909   | Campo Milan di Porta Monforte   | Prima Categoria 1909            | Milan – Inter             | 3 - 2       | 25' Attilio Trerè 74' Pietro Lana 86' Max Laich                                                                       | 69' Achille Gama 88' Bernard Schuler                                                                        | 1   | Referto | Goodley di Torino                |
| 2   | 6 febbraio 1910   | Campo Milan di Porta Monforte   | Prima Categoria 1909-1910       | Milan – Inter             | 0 - 5       | | Giovanni Capra (3) Ernest Peterly Carlo Payer                                                               | 2   | Referto | Goodley di Torino                |
| 3   | 27 febbraio 1910  | Arena Civica                    | Prima Categoria 1909-1910       | Inter – Milan             | 5 - 1       | 5' Edoardo Mariani | 55', 85' Ernest Peterly 62', 71' Oscar Engler 68' Giovanni Capra                                            | 3   | Referto | Recalcati di Milano              |
| 4   | 5 febbraio 1911   | Arena Civica                    | Prima Categoria 1910-1911       | Inter – Milan             | 0 - 2       | 64' Max Tobias 77' Louis Van Hege                                                                                     | | 4   | Referto | Meazza di Milano                 |
| 5   | 30 aprile 1911    | Campo Milan di Porta Monforte   | Prima Categoria 1910-1911       | Milan – Inter             | 6 - 3       | Max Tobias (rig.) (2) Louis Van Hege (2) Gustavo Carrer Pietro Lana                                                   | Oscar Engler (2) (aut.) Attilio Trerè                                                                       | 5   | Referto | Magni di Milano                  |
| 6   | 5 novembre 1911   | Campo Milan di Porta Monforte   | Prima Categoria 1911-1912       | Milan – Inter             | 2 - 1       | 59' (rig.) Renzo De Vecchi 79' Giuseppe Rizzi                                                                         | 55' Franco Bontadini                                                                                        | 6   | Referto | Goodley di Torino                |
| 7   | 21 gennaio 1912   | Arena Civica                    | Prima Categoria 1911-1912       | Inter – Milan             | 0 - 3       | 21' Gustavo Carrer 62', 82' Louis Van Hege                                                                            | | 7   | Referto | Pasteur di Genova                |
| 8   | 17 novembre 1912  | Arena Civica                    | Prima Categoria 1912-1913       | Inter – Milan             | 1 - 2       | 40' Giuseppe Rizzi 46' Louis Van Hege                                                                                 | 42' Franco Bontadini                                                                                        | 8   | Referto | Scamoni di Torino                |
| 9   | 9 febbraio 1913   | Campo Milan di Porta Monforte   | Prima Categoria 1912-1913       | Milan – Inter             | 1 - 0       | 76' Attilio Trerè | | 9   | Referto | Goodley di Torino                |
| 10  | 30 novembre 1913  | Campo Milan di Porta Monforte   | Prima Categoria 1913-1914       | Milan – Inter             | 0 - 1       | | 20' Aldo Cevenini                                                                                           | 10  | Referto | Scamoni di Torino                |
| 11  | 22 febbraio 1914  | Campo di via Goldoni            | Prima Categoria 1913-1914       | Inter – Milan             | 5 - 2       | 37' Ernesto Morandi 40' (rig.) Louis Van Hege                                                                         | 30' (rig.), 65' Luigi Cevenini 75' Giulio Bavastro 82' Aldo Cevenini 89' Ermanno Aebi                       | 11  | Referto | Scamoni di Torino                |
| 12  | 2 maggio 1915     | Campo di via Goldoni            | Prima Categoria 1914-1915       | Inter – Milan             | 3 - 1       | 85' (rig.) Romolo Ferrario                                                                                            | 5' Emilio Agradi 40', 66' Ermanno Aebi                                                                      | 12  | Referto | Scamoni di Torino                |
| 13  | 19 dicembre 1920  | Campo di via Goldoni            | Prima Categoria 1920-1921       | Inter – Milan             | 0 - 0       | | | 13  | Referto | Tradico di Milano                |
| 14  | 30 gennaio 1921   | Campo di viale Lombardia        | Prima Categoria 1920-1921       | Milan – Inter             | 1 - 1       | 29' Armando Bellolio                                                                                                  | 60' (rig.) Luigi Cevenini                                                                                   | 14  | Referto | Brunetti di Torino               |
| 15  | 3 aprile 1927     | San Siro                        | Divisione Nazionale 1926-1927   | Inter – Milan             | 1 - 2       | 11', 79' Giuseppe Santagostino                                                                                        | 52' Armando Castellazzi                                                                                     | 15  | Referto | Carraro di Padova                |
| 16  | 5 giugno 1927     | San Siro                        | Divisione Nazionale 1926-1927   | Milan – Inter             | 1 - 1       | 20' Dario Gay | 58' Tullio Aliatis                                                                                          | 16  | Referto | Mattea di Torino                 |
| 17  | 29 aprile 1928    | San Siro                        | Divisione Nazionale 1927-1928   | Milan – Inter             | 1 - 2       | 11' Giuseppe Santagostino                                                                                             | 9' Giuseppe Meazza 66' Enrico Rivolta                                                                       | 17  | Referto | Turbiani di Ferrara              |
| 18  | 8 luglio 1928     | Campo di via Goldoni            | Divisione Nazionale 1927-1928   | Inter – Milan             | 2 - 3       | 5', 65', 77' Stefano Aigotti                                                                                          | 22' Armando Castellazzi 50' Fulvio Bernardini                                                               | 18  | Referto | Carraro di Padova                |
| 19  | 10 novembre 1929  | San Siro                        | Serie A 1929-1930               | Milan – Ambrosiana        | 1 - 2       | 9' Mariano Tansini | 6' Umberto Visentin 60' Giuseppe Meazza                                                                     | 19  | Referto | Carraro di Padova                |
| 20  | 13 aprile 1930    | Campo di via Goldoni            | Serie A 1929-1930               | Ambrosiana – Milan        | 2 - 0       | | 19', 47' Pietro Serantoni                                                                                   | 20  | Referto | Mattea di Torino                 |
| 21  | 26 ottobre 1930   | Arena Civica                    | Serie A 1930-1931               | Ambrosiana – Milan        | 1 - 1       | 5' (aut.) Mario Miltone                                                                                               | 80' Pietro Serantoni                                                                                        | 21  | Referto | Mattea di Torino                 |
| 22  | 19 marzo 1931     | San Siro                        | Serie A 1930-1931               | Milan – Ambrosiana        | 1 - 4       | 41' Giuseppe Torriani                                                                                                 | 4' Umberto Visentin 16', 58' Pietro Serantoni 88' Giuseppe Meazza                                           | 22  | Referto | Mattea di Torino                 |
| 23  | 18 ottobre 1931   | San Siro                        | Serie A 1931-1932               | Milan – Ambrosiana-Inter  | 2 - 3       | 11' Pietro Arcari 84' Mario Magnozzi                                                                                  | 35' Pietro Serantoni 19', 81' Giuseppe Meazza                                                               | 23  | Referto | Carraro di Padova                |
| 24  | 6 marzo 1932      | Arena Civica                    | Serie A 1931-1932               | Ambrosiana-Inter – Milan  | 0 - 0       | | | 24  | Referto | Mattea di Torino                 |
| 25  | 6 novembre 1932   | Arena Civica                    | Serie A 1932-1933               | Ambrosiana-Inter – Milan  | 5 - 4       | 10', 79' Mario Magnozzi 59' Pietro Arcari 74' Giovanni Moretti                                                        | 2', 25' Attilio Demaría 6' Marcello Mihalich 44' Virgilio Felice Levratto 76' Giuseppe Meazza               | 25  | Referto | Scorzoni di Bologna              |
| 26  | 9 aprile 1933     | San Siro                        | Serie A 1932-1933               | Milan – Ambrosiana-Inter  | 1 - 3       | 7' Giovanni Moretti                                                                                                   | 55' Giuseppe Meazza 66' Virgilio Felice Levratto 78' Attilio Demaría                                        | 26  | Referto | Melandri di Genova               |
| 27  | 1º novembre 1933  | Arena Civica                    | Serie A 1933-1934               | Ambrosiana-Inter – Milan  | 3 - 0       | | 56', 82' Giuseppe Meazza 65' Alfredo Pitto                                                                  | 27  | Referto | Mattea di Torino                 |
| 28  | 11 marzo 1934     | San Siro                        | Serie A 1933-1934               | Milan – Ambrosiana-Inter  | 1 - 2       | 58' Giulio Rossi | 71' Attilio Demaría 79' Giuseppe Meazza                                                                     | 28  | Referto | Scorzoni di Bologna              |
| 29  | 2 dicembre 1934   | San Siro                        | Serie A 1934-1935               | Milan – Ambrosiana-Inter  | 2 - 2       | 13' Paolo Silvestri 68' (rig.) Pietro Arcari                                                                          | 32' (aut.) Luigi Perversi 43' Eligio Vecchi                                                                 | 29  | Referto | Scorzoni di Bologna              |
| 30  | 14 aprile 1935    | Arena Civica                    | Serie A 1934-1935               | Ambrosiana-Inter – Milan  | 2 - 0       | | 2' Roberto Porta 88' Attilio Demaría                                                                        | 30  | Referto | Turbiani di Ferrara              |
| 31  | 29 settembre 1935 | Arena Civica                    | Serie A 1935-1936               | Ambrosiana-Inter – Milan  | 1 - 1       | 30' Giovanni Moretti                                                                                                  | 75' Giuseppe Meazza                                                                                         | 31  | Referto | Scotto di Savona                 |
| 32  | 2 febbraio 1936   | Arena Civica                    | Serie A 1935-1936               | Milan – Ambrosiana-Inter  | 2 - 2       | 57', 61' Pietro Arcari                                                                                                | 30' Giuseppe Meazza 90' (aut.) Mario Zorzan                                                                 | 32  | Referto | Dattilo di Roma                  |
| 33  | 4 ottobre 1936    | San Siro                        | Serie A 1936-1937               | Milan – Ambrosiana-Inter  | 1 - 1       | 69' Egidio Capra | 21' Antonio Bisigato                                                                                        | 33  | Referto | Mastellari di Bologna            |
| 34  | 7 febbraio 1937   | Arena Civica                    | Serie A 1936-1937               | Ambrosiana-Inter – Milan  | 1 - 1       | 21' Remo Cossio | 27' Antonio Bisigato                                                                                        | 34  | Referto | Dattilo di Roma                  |
| 35  | 17 ottobre 1937   | Arena Civica                    | Serie A 1937-1938               | Ambrosiana-Inter – Milan  | 2 - 1       | 84' Egidio Capra | 13' Pietro Ferraris 24' Giovanni Ferrari                                                                    | 35  | Referto | Zelocchi di Modena               |
| 36  | 20 febbraio 1938  | San Siro                        | Serie A 1937-1938               | Milan – Ambrosiana-Inter  | 1 - 0       | 80' Egidio Capra | | 36  | Referto | Scarpi di Dolo                   |
| 37  | 2 ottobre 1938    | Arena Civica                    | Serie A 1938-1939               | Ambrosiana-Inter – Milan  | 1 - 0       | | 41' Annibale Frossi                                                                                         | 37  | Referto | Scarpi di Dolo                   |
| 38  | 12 febbraio 1939  | San Siro                        | Serie A 1938-1939               | Milan – Ambrosiana-Inter  | 3 - 1       | 22' (rig.) Aldo Boffi 80' Pietro Buscaglia 88' Cinzio Scagliotti                                                      | 90' Enrico Candiani                                                                                         | 38  | Referto | Mattea di Torino                 |
| 39  | 17 dicembre 1939  | Arena Civica                    | Serie A 1939-1940               | Ambrosiana-Inter – Milano | 0 - 3       | 19' Bruno Chizzo 56', 75' Aldo Boffi                                                                                  | | 39  | Referto | Scorzoni di Bologna              |
| 40  | 12 maggio 1940    | San Siro                        | Serie A 1939-1940               | Milano – Ambrosiana-Inter | 1 - 3       | 81' (rig.) Aldo Boffi                                                                                                 | 41' Enrico Candiani 64' (rig.) Attilio Demaría 83' Pietro Ferraris                                          | 40  | Referto | Barlassina di Novara             |
| 41  | 20 ottobre 1940   | San Siro                        | Serie A 1940-1941               | Milano – Ambrosiana-Inter | 0 - 1       | | 52' Annibale Frossi                                                                                         | 41  | Referto | Scorzoni di Bologna              |
| 42  | 9 febbraio 1941   | Arena Civica                    | Serie A 1940-1941               | Ambrosiana-Inter – Milano | 2 - 2       | 56' Gino Cappello 83' Giuseppe Meazza                                                                                 | 21' Annibale Frossi 40' (aut.) Enrico Boniforti                                                             | 42  | Referto | Bertolio di Torino               |
| 43  | 25 gennaio 1942   | Arena Civica                    | Serie A 1941-1942               | Milano – Ambrosiana-Inter | 2 - 1       | 6' Amedeo Degli Esposti 37' Aldo Boffi                                                                                | 38' Carlo Alberto Quario                                                                                    | 43  | Referto | Zelocchi di Modena               |
| 44  | 7 giugno 1942     | Arena Civica                    | Serie A 1941-1942               | Ambrosiana-Inter – Milano | 2 - 2       | 1' Aldo Boffi 90' Piero Trapanelli                                                                                    | 19' Carlo Alberto Quario 82' Aldo Campatelli                                                                | 44  | Referto | Zelocchi di Modena               |
| 45  | 3 gennaio 1943    | Arena Civica                    | Serie A 1942-1943               | Ambrosiana-Inter – Milano | 3 - 1       | 83' (rig.) Arrigo Morselli                                                                                            | 10' Giuseppe Baldini 20' Giovanni Gaddoni 82' Enrico Candiani                                               | 45  | Referto | Zelocchi di Modena               |
| 46  | 18 aprile 1943    | Arena Civica                    | Serie A 1942-1943               | Milano – Ambrosiana-Inter | 0 - 3       | | 4' Enrico Candiani 43' Giovanni Gaddoni 68' Pietro Rebuzzi                                                  | 46  | Referto | Scarpi di Dolo                   |
| 47  | 23 gennaio 1944   | Arena Civica                    | Campionato Alta Italia 1944     | Ambrosiana-Inter – Milano | 3 - 1       | 81' Giuseppe Antonini                                                                                                 | 32' Pietro Rebuzzi 37', 42' Giovanni Gaddoni                                                                | 1   | Referto | Carpani di Milano                |
| 48  | 19 marzo 1944     | Arena Civica                    | Campionato Alta Italia 1944     | Milano – Ambrosiana-Inter | 2 - 0       | 9' Walter Del Medico 49' Romano Penzo                                                                                 | | 2   | Referto | Massironi di Milano              |
| 49  | 4 novembre 1945   | San Siro                        | Divisione Nazionale 1945-1946   | Milan – Inter             | 1 - 3       | 7' Ettore Puricelli                                                                                                   | 10', 63' Enrico Candiani 58' Romano Penzo                                                                   | 47  | Referto | Silvano di Torino                |
| 50  | 10 febbraio 1946  | San Siro                        | Divisione Nazionale 1945-1946   | Inter – Milan             | 2 - 0       | | 50' Camillo Achilli 67' Romano Penzo                                                                        | 48  | Referto | Bellè di Venezia                 |
| 51  | 30 maggio 1946    | San Siro                        | Divisione Nazionale 1945-1946   | Milan – Inter             | 3 - 2       | 35' Aredio Gimona 36' Luigi Rosellini 75' Giuseppe Antonini                                                           | 13' Romano Penzo 32' Enrico Candiani                                                                        | 49  | Referto | Scorzoni di Bologna              |
| 52  | 21 luglio 1946    | Arena Civica                    | Divisione Nazionale 1945-1946   | Inter – Milan             | 0 - 1       | 64' Ettore Puricelli                                                                                                  | | 50  | Referto | Dattilo di Roma                  |
| 53  | 20 ottobre 1946   | San Siro                        | Serie A 1946-1947               | Milan – Inter             | 3 - 1       | 54' Mario Tosolini 59' Ettore Puricelli 68' Riccardo Carapellese                                                      | 71' Alberto Cerioni                                                                                         | 51  | Referto | Dattilo di Roma                  |
| 54  | 16 marzo 1947     | San Siro                        | Serie A 1946-1947               | Inter – Milan             | 1 - 2       | 12' Mario Tosolini 30' Ettore Puricelli                                                                               | 60' (rig.) Aldo Campatelli                                                                                  | 52  | Referto | Bellè di Venezia                 |
| 55  | 2 novembre 1947   | San Siro                        | Serie A 1947-1948               | Milan – Inter             | 3 - 2       | 13' Carlo Annovazzi 38' Renato Raccis 44' Riccardo Carapellese                                                        | 22' Bibiano Zapirain 36' Aldo Campatelli                                                                    | 53  | Referto | Dattilo di Roma                  |
| 56  | 11 aprile 1948    | San Siro                        | Serie A 1947-1948               | Inter – Milan             | 0 - 2       | 39' Giuseppe Antonini 45' Ettore Puricelli                                                                            | | 54  | Referto | Tassini di Verona                |
| 57  | 16 ottobre 1948   | San Siro                        | Serie A 1948-1949               | Milan – Inter             | 0 - 2       | | 35' István Nyers 59' Benito Lorenzi                                                                         | 55  | Referto | Gemini di Roma                   |
| 58  | 6 febbraio 1949   | San Siro                        | Serie A 1948-1949               | Inter – Milan             | 4 - 4       | 2' Carlo Annovazzi 34' Paddy Sloan 43', 52' Gunnar Nordahl                                                            | 27' (aut.) Edy Gratton 33', 71' István Nyers 66' Benito Lorenzi                                             | 56  | Referto | Dattilo di Roma                  |
| 59  | 6 novembre 1949   | San Siro                        | Serie A 1949-1950               | Inter – Milan             | 6 - 5       | 1', 7' Enrico Candiani 14' Gunnar Nordahl 19' Nils Liedholm 59' Carlo Annovazzi                                       | 10', 40' (rig.) István Nyers 39', 50', 64' Amedeo Amadei 58' Benito Lorenzi                                 | 57  | Referto | Orlandini di Roma                |
| 60  | 19 marzo 1950     | San Siro                        | Serie A 1949-1950               | Milan – Inter             | 3 - 1       | 8' (aut.) Oscar Basso 41' (rig.) Gunnar Gren 89' Enrico Candiani                                                      | 14' Benito Lorenzi                                                                                          | 58  | Referto | Bellè di Venezia                 |
| 61  | 12 novembre 1950  | San Siro                        | Serie A 1950-1951               | Milan – Inter             | 2 - 3       | 64', 76' Gunnar Nordahl                                                                                               | 4' István Nyers 28', 83' Lennart Skoglund                                                                   | 59  | Referto | Galeati di Bologna               |
| 62  | 25 marzo 1951     | San Siro                        | Serie A 1950-1951               | Inter – Milan             | 0 - 1       | 9' Gunnar Nordahl | | 60  | Referto | Galeati di Bologna               |
| 63  | 4 novembre 1951   | San Siro                        | Serie A 1951-1952               | Inter – Milan             | 2 - 2       | 5' Renzo Burini 76' Omero Tognon                                                                                      | 2' István Nyers 9' Benito Lorenzi                                                                           | 61  | Referto | Massai di Pisa                   |
| 64  | 6 aprile 1952     | San Siro                        | Serie A 1951-1952               | Milan – Inter             | 2 - 1       | 54' Niels Liedholm 75' Gunnar Nordahl                                                                                 | 58' István Nyers                                                                                            | 62  | Referto | Massai di Pisa                   |
| 65  | 2 novembre 1952   | San Siro                        | Serie A 1952-1953               | Milan – Inter             | 0 - 1       | | 86' Benito Lorenzi                                                                                          | 63  | Referto | Massai di Pisa                   |
| 66  | 8 marzo 1953      | San Siro                        | Serie A 1952-1953               | Inter – Milan             | 0 - 0       | | | 64  | Referto | Gemini di Roma                   |
| 67  | 1º novembre 1953  | San Siro                        | Serie A 1953-1954               | Inter – Milan             | 3 - 0       | | 50', 54', 73' (rig.) István Nyers                                                                           | 65  | Referto | Agnolin G. di Bassano del Grappa |
| 68  | 21 marzo 1954     | San Siro                        | Serie A 1953-1954               | Milan – Inter             | 2 - 0       | 34' Gunnar Nordahl 74' Jørgen Sørensen                                                                                | | 66  | Referto | Orlandini di Roma                |
| 69  | 7 novembre 1954   | San Siro                        | Serie A 1954-1955               | Milan – Inter             | 1 - 1       | 84' Juan Alberto Schiaffino                                                                                           | 46' Sergio Brighenti                                                                                        | 67  | Referto | Jonni di Macerata                |
| 70  | 3 aprile 1955     | San Siro                        | Serie A 1954-1955               | Inter – Milan             | 1 - 1       | 86' Gunnar Nordahl | 49' Sergio Brighenti                                                                                        | 68  | Referto | Liverani di Torino               |
| 71  | 16 ottobre 1955   | San Siro                        | Serie A 1955-1956               | Inter – Milan             | 2 - 1       | 33' Gunnar Nordahl | 3' Fulvio Nesti 37' Benito Lorenzi                                                                          | 69  | Referto | Piemonte di Monfalcone           |
| 72  | 11 marzo 1956     | San Siro                        | Serie A 1955-1956               | Milan – Inter             | 1 - 2       | 69' Gunnar Nordahl | 78' (aut.) Franco Pedroni 81' Oscar Massei                                                                  | 70  | Referto | Piemonte di Monfalcone           |
| 73  | 21 ottobre 1956   | San Siro                        | Serie A 1956-1957               | Milan – Inter             | 1 - 1       | 16' Per Bredesen | 12' Egisto Pandolfini                                                                                       | 71  | Referto | Orlandini di Roma                |
| 74  | 10 marzo 1957     | San Siro                        | Serie A 1956-1957               | Inter – Milan             | 1 - 1       | 23' Gastone Bean | 43' Giovanni Invernizzi                                                                                     | 72  | Referto | Seipelt (AUT)                    |
| 75  | 6 ottobre 1957    | San Siro                        | Serie A 1957-1958               | Inter – Milan             | 1 - 0       | | 54' (rig.) Guido Vincenzi                                                                                   | 73  | Referto | Lo Bello C. di Siracusa          |
| 76  | 23 febbraio 1958  | San Siro                        | Serie A 1957-1958               | Milan – Inter             | 2 - 2       | 37' Carlo Galli 54' Amos Mariani                                                                                      | 26' Benito Lorenzi 62' Enea Masiero                                                                         | 74  | Referto | Jonni di Macerata                |
| 77  | 15 giugno 1958    | San Siro                        | Coppa Italia 1958               | Milan – Inter             | 3 - 2       | 27' Ernesto Cucchiaroni 46' Giancarlo Danova 86' Ernesto Grillo                                                       | 37' Marco Savioni 58' Giorgio Tinazzi                                                                       | 1   | Referto | Bonetto di Torino                |
| 78  | 6 luglio 1958     | San Siro                        | Coppa Italia 1958               | Inter – Milan             | 1 - 1       | 13' Giancarlo Danova                                                                                                  | 61' Oscar Massei                                                                                            | 2   | Referto | Angelini di Firenze              |
| 79  | 2 novembre 1958   | San Siro                        | Serie A 1958-1959               | Milan – Inter             | 1 - 1       | 20' José Altafini | 68' Antonio Angelillo                                                                                       | 75  | Referto | Marchese di Napoli               |
| 80  | 22 marzo 1959     | San Siro                        | Serie A 1958-1959               | Inter – Milan             | 1 - 0       | | 36' Eddie Firmani                                                                                           | 76  | Referto | Lo Bello C. di Siracusa          |
| 81  | 8 novembre 1959   | San Siro                        | Serie A 1959-1960               | Inter – Milan             | 0 - 0       | | | 77  | Referto | Jonni di Macerata                |
| 82  | 27 marzo 1960     | San Siro                        | Serie A 1959-1960               | Milan – Inter             | 5 - 3       | 3', 16', 39', 53' José Altafini 21' Carlo Galli                                                                       | 43' Orazio Rancati 74' Mario Mereghetti 82' Antonio Angelillo                                               | 78  | Referto | Jonni di Macerata                |
| 83  | 20 novembre 1960  | San Siro                        | Serie A 1960-1961               | Milan – Inter             | 0 - 1       | | 44' Armando Picchi                                                                                          | 79  | Referto | Adami di Roma                    |
| 84  | 26 marzo 1961     | San Siro                        | Serie A 1960-1961               | Inter – Milan             | 1 - 2       | 1' José Altafini 15' Niels Liedholm                                                                                   | 51' (rig.) Bengt Lindskog                                                                                   | 80  | Referto | Rigato di Mestre                 |
| 85  | 1º ottobre 1961   | San Siro                        | Serie A 1961-1962               | Inter – Milan             | 1 - 3       | 18' Gino Pivatelli 53' Jimmy Greaves 87' Oliviero Conti                                                               | 69' Luis Suárez                                                                                             | 81  | Referto | Bonetto di Torino                |
| 86  | 4 febbraio 1962   | San Siro                        | Serie A 1961-1962               | Milan – Inter             | 0 - 2       | | 44' Egidio Morbello 84' Luis Suárez                                                                         | 82  | Referto | Adami di Roma                    |
| 87  | 21 ottobre 1962   | San Siro                        | Serie A 1962-1963               | Milan – Inter             | 1 - 1       | 63' Gino Pivatelli | 44' Humberto Maschio                                                                                        | 83  | Referto | Adami di Roma                    |
| 88  | 24 febbraio 1963  | San Siro                        | Serie A 1962-1963               | Inter – Milan             | 1 - 1       | 77' Dino Sani | 1' Sandro Mazzola                                                                                           | 84  | Referto | Lo Bello C. di Siracusa          |
| 89  | 19 gennaio 1964   | San Siro                        | Serie A 1963-1964               | Inter – Milan             | 0 - 2       | 13' Giuliano Fortunato 35' Gianni Rivera                                                                              | | 85  | Referto | Sbardella di Roma                |
| 90  | 22 marzo 1964     | San Siro                        | Serie A 1963-1964               | Milan – Inter             | 1 - 1       | 60' José Altafini | 61' Mario Corso                                                                                             | 86  | Referto | Lo Bello C. di Siracusa          |
| 91  | 15 novembre 1964  | San Siro                        | Serie A 1964-1965               | Milan – Inter             | 3 - 0       | 5', 63' Giovanni Lodetti 88' Amarildo                                                                                 | | 87  | Referto | Lo Bello C. di Siracusa          |
| 92  | 28 marzo 1965     | San Siro                        | Serie A 1964-1965               | Inter – Milan             | 5 - 2       | 17', 75' Amarildo | 5' Jair 68' Angelo Domenghini 73' Mario Corso 81', 84' Sandro Mazzola                                       | 88  | Referto | Sbardella di Roma                |
| 93  | 21 novembre 1965  | San Siro                        | Serie A 1965-1966               | Inter – Milan             | 1 - 1       | 56' Amarildo | 31' Angelo Domenghini                                                                                       | 89  | Referto | Lo Bello C. di Siracusa          |
| 94  | 3 aprile 1966     | San Siro                        | Serie A 1965-1966               | Milan – Inter             | 1 - 2       | 32' Amarildo | 8' Gianfranco Bedin 63' Angelo Domenghini                                                                   | 90  | Referto | Lo Bello C. di Siracusa          |
| 95  | 20 novembre 1966  | San Siro                        | Serie A 1966-1967               | Milan – Inter             | 0 - 1       | | 74' (aut.) Sergio Maddè                                                                                     | 91  | Referto | Lo Bello C. di Siracusa          |
| 96  | 2 aprile 1967     | San Siro                        | Serie A 1966-1967               | Inter – Milan             | 4 - 0       | | 18' Renato Cappellini 71' Giacinto Facchetti 74' Luis Suárez 84' Angelo Domenghini                          | 92  | Referto | Pieroni di Roma                  |
| 97  | 22 ottobre 1967   | San Siro                        | Serie A 1967-1968               | Inter – Milan             | 1 - 1       | 78' Gianni Rivera | 58' Víctor Benítez                                                                                          | 93  | Referto | D'Agostini di Roma               |
| 98  | 18 febbraio 1968  | San Siro                        | Serie A 1967-1968               | Milan – Inter             | 1 - 1       | 27' Kurt Hamrin | 2' Renato Cappellini                                                                                        | 94  | Referto | Lo Bello C. di Siracusa          |
| 99  | 16 giugno 1968    | San Siro                        | Coppa Italia 1967-1968          | Inter – Milan             | 0 - 0       | | | 3   | Referto | Monti di Ancona                  |
| 100 | 26 giugno 1968    | San Siro                        | Coppa Italia 1967-1968          | Milan – Inter             | 4 - 2       | 30' Angelo Sormani 52' Kurt Hamrin 78' Karl-Heinz Schnellinger 86' Roberto Rosato                                     | 3' Harald Nielsen 66' Marco Achilli                                                                         | 4   | Referto | Bernardis di Trieste             |
| 101 | 3 novembre 1968   | San Siro                        | Serie A 1968-1969               | Milan – Inter             | 1 - 0       | 68' Romano Fogli | | 95  | Referto | Angonese di Mestre               |
| 102 | 2 marzo 1969      | San Siro                        | Serie A 1968-1969               | Inter – Milan             | 1 - 1       | 86' Pierino Prati | 53' Mario Corso                                                                                             | 96  | Referto | Lo Bello C. di Siracusa          |
| 103 | 9 novembre 1969   | San Siro                        | Serie A 1969-1970               | Inter – Milan             | 0 - 0       | | | 97  | Referto | Gonella di Torino                |
| 104 | 8 marzo 1970      | San Siro                        | Serie A 1969-1970               | Milan – Inter             | 0 - 1       | | 80' Mario Corso                                                                                             | 98  | Referto | Adami di Roma                    |
| 105 | 8 novembre 1970   | San Siro                        | Serie A 1970-1971               | Milan – Inter             | 3 - 0       | 51' Giorgio Biasiolo 69' Silvano Villa 88' Gianni Rivera                                                              | | 99  | Referto | Gonella di Torino                |
| 106 | 7 marzo 1971      | San Siro                        | Serie A 1970-1971               | Inter – Milan             | 2 - 0       | | 12' Mario Corso 32' Sandro Mazzola                                                                          | 100 | Referto | Lo Bello C. di Siracusa          |
| 107 | 28 novembre 1971  | San Siro                        | Serie A 1971-1972               | Inter – Milan             | 2 - 3       | 2', 85' Alberto Bigon 30' Gianni Rivera                                                                               | 18' Gian Piero Ghio 42' Roberto Boninsegna                                                                  | 101 | Referto | Lo Bello C. di Siracusa          |
| 108 | 19 marzo 1972     | San Siro                        | Serie A 1971-1972               | Milan – Inter             | 1 - 1       | 53' Romeo Benetti | 84' Roberto Boninsegna                                                                                      | 102 | Referto | Angonese di Mestre               |
| 109 | 7 giugno 1972     | San Siro                        | Coppa Italia 1971-1972          | Milan – Inter             | 1 - 0       | 43' Giuseppe Sabadini                                                                                                 | | 5   | Referto | Gonella di Torino                |
| 110 | 28 giugno 1972    | San Siro                        | Coppa Italia 1971-1972          | Inter – Milan             | 0 - 1       | 28' Alberto Bigon | | 6   | Referto | Bernardis di Trieste             |
| 111 | 19 novembre 1972  | San Siro                        | Serie A 1972-1973               | Milan – Inter             | 3 - 2       | 23' Pierino Prati 31' Roberto Rosato 52' Romeo Benetti                                                                | 74' Gabriele Oriali 77' Roberto Boninsegna                                                                  | 103 | Referto | Angonese di Mestre               |
| 112 | 18 marzo 1973     | San Siro                        | Serie A 1972-1973               | Inter – Milan             | 0 - 2       | 39' Giuseppe Sabadini 90' Romeo Benetti                                                                               | | 104 | Referto | Lattanzi di Roma                 |
| 113 | 2 dicembre 1973   | San Siro                        | Serie A 1973-1974               | Inter – Milan             | 2 - 1       | 40' Romeo Benetti | 14' Roberto Boninsegna 70' Giacinto Facchetti                                                               | 105 | Referto | Serafino di Roma                 |
| 114 | 23 gennaio 1974   | San Siro                        | Coppa Italia 1973-1974          | Milan – Inter             | 0 - 1       | | 77' Roberto Boninsegna                                                                                      | 7   | Referto | Gussoni di Tradate               |
| 115 | 24 marzo 1974     | San Siro                        | Serie A 1973-1974               | Milan – Inter             | 1 - 5       | 20' Luciano Chiarugi                                                                                                  | 5' Gabriele Oriali 7' (aut.) Giuseppe Sabadini 9' Roberto Boninsegna 44' Sandro Mazzola 69' Giorgio Mariani | 106 | Referto | Angonese di Mestre               |
| 116 | 1º maggio 1974    | San Siro                        | Coppa Italia 1973-1974          | Inter – Milan             | 2 - 1       | 56' Giuseppe Sabadini                                                                                                 | 10' Sandro Mazzola 23' Roberto Boninsegna                                                                   | 8   | Referto | Casarin di Milano                |
| 117 | 10 novembre 1974  | San Siro                        | Serie A 1974-1975               | Inter – Milan             | 0 - 0       | | | 107 | Referto | Menegali di Roma                 |
| 118 | 9 marzo 1975      | San Siro                        | Serie A 1974-1975               | Milan – Inter             | 3 - 0       | 5' Egidio Calloni 39' Romeo Benetti 70' (aut.) Giacinto Facchetti                                                     | | 108 | Referto | Serafino di Roma                 |
| 119 | 25 maggio 1975    | San Siro                        | Coppa Italia 1974-1975          | Inter – Milan             | 0 - 1       | 81' Giuseppe Sabadini                                                                                                 | | 9   | Referto | Panzino di Catanzaro             |
| 120 | 15 giugno 1975    | San Siro                        | Coppa Italia 1974-1975          | Milan – Inter             | 0 - 0       | | | 10  | Referto | Agnolin L. di Bassano del Grappa |
| 121 | 7 dicembre 1975   | San Siro                        | Serie A 1975-1976               | Milan – Inter             | 2 - 1       | 51' Egidio Calloni 74' Silvano Villa                                                                                  | 56' Gianpiero Marini                                                                                        | 109 | Referto | Agnolin L. di Bassano del Grappa |
| 122 | 28 marzo 1976     | San Siro                        | Serie A 1975-1976               | Inter – Milan             | 0 - 1       | 41' Alberto Bigon | | 110 | Referto | Gonella di Torino                |
| 123 | 28 novembre 1976  | San Siro                        | Serie A 1976-1977               | Milan – Inter             | 1 - 1       | 81' Massimo Silva | 43' Gianpiero Marini                                                                                        | 111 | Referto | Serafino di Roma                 |
| 124 | 27 marzo 1977     | San Siro                        | Serie A 1976-1977               | Inter – Milan             | 0 - 0       | | | 112 | Referto | Casarin di Milano                |
| 125 | 3 luglio 1977     | San Siro                        | Coppa Italia 1976-1977          | Milan – Inter             | 2 - 0       | 64' Aldo Maldera 89' Giorgio Braglia                                                                                  | | 11  | Referto | Gussoni di Trieste               |
| 126 | 6 novembre 1977   | San Siro                        | Serie A 1977-1978               | Inter – Milan             | 1 - 3       | 4', 84' Ruben Buriani 51' (rig.) Gianni Rivera                                                                        | 77' Pietro Anastasi                                                                                         | 113 | Referto | Serafino di Roma                 |
| 127 | 12 marzo 1978     | San Siro                        | Serie A 1977-1978               | Milan – Inter             | 0 - 0       | | | 114 | Referto | Menegali di Roma                 |
| 128 | 12 novembre 1978  | San Siro                        | Serie A 1978-1979               | Milan – Inter             | 1 - 0       | 49' Aldo Maldera | | 115 | Referto | Michelotti di Parma              |
| 129 | 18 marzo 1979     | San Siro                        | Serie A 1978-1979               | Inter – Milan             | 2 - 2       | 80', 89' Walter De Vecchi                                                                                             | 50' Gabriele Oriali 78' Alessandro Altobelli                                                                | 116 | Referto | Agnolin L. di Bassano del Grappa |
| 130 | 28 ottobre 1979   | San Siro                        | Serie A 1979-1980               | Inter – Milan             | 2 - 0       | | 14', 84' Evaristo Beccalossi                                                                                | 117 | Referto | Menicucci di Firenze             |
| 131 | 2 marzo 1980      | San Siro                        | Serie A 1979-1980               | Milan – Inter             | 0 - 1       | | 77' Gabriele Oriali                                                                                         | 118 | Referto | Agnolin L. di Bassano del Grappa |
| 132 | 7 settembre 1980  | San Siro                        | Coppa Italia 1980-1981          | Milan – Inter             | 0 - 1       | | 66' Alessandro Altobelli                                                                                    | 12  | Referto | Lattanzi di Roma                 |
| 133 | 6 settembre 1981  | San Siro                        | Coppa Italia 1981-1982          | Inter – Milan             | 2 - 2       | 21' Walter Novellino 49' Joe Jordan                                                                                   | 23' Alessandro Altobelli 89' Giuseppe Bergomi                                                               | 13  | Referto | Agnolin L. di Bassano del Grappa |
| 134 | 25 ottobre 1981   | San Siro                        | Serie A 1981-1982               | Milan – Inter             | 0 - 1       | | 69' Gabriele Oriali                                                                                         | 119 | Referto | Barbaresco di Cormons            |
| 135 | 7 marzo 1982      | San Siro                        | Serie A 1981-1982               | Inter – Milan             | 2 - 1       | 17' (aut.) Herbert Prohaska                                                                                           | 10' Herbert Prohaska 32' Alessandro Altobelli                                                               | 120 | Referto | Agnolin L. di Bassano del Grappa |
| 136 | 6 novembre 1983   | San Siro                        | Serie A 1983-1984               | Inter – Milan             | 2 - 0       | | 5' Fulvio Collovati 18' Hansi Müller                                                                        | 121 | Referto | Bergamo di Livorno               |
| 137 | 18 marzo 1984     | San Siro                        | Serie A 1983-1984               | Milan – Inter             | 0 - 0       | | | 122 | Referto | Ciulli di Roma                   |
| 138 | 28 ottobre 1984   | San Siro                        | Serie A 1984-1985               | Milan – Inter             | 2 - 1       | 33' Agostino Di Bartolomei 63' Mark Hateley                                                                           | 10' Alessandro Altobelli                                                                                    | 123 | Referto | Bergamo di Livorno               |
| 139 | 17 marzo 1985     | San Siro                        | Serie A 1984-1985               | Inter – Milan             | 2 - 2       | 22' Pietro Paolo Virdis 85' Vinicio Verza                                                                             | 48' Karl-Heinz Rummenigge 81' Alessandro Altobelli                                                          | 124 | Referto | Pieri C. di Genova               |
| 140 | 23 giugno 1985    | San Siro                        | Coppa Italia 1984-1985          | Inter – Milan             | 1 - 2       | 30' Pietro Paolo Virdis 85' Andrea Icardi                                                                             | 25' Karl-Heinz Rummenigge                                                                                   | 14  | Referto | Mattei di Macerata               |
| 141 | 26 giugno 1985    | San Siro                        | Coppa Italia 1984-1985          | Milan – Inter             | 1 - 1       | 77' Roberto Scarnecchia                                                                                               | 54' (rig.) Liam Brady                                                                                       | 15  | Referto | D'Elia di Salerno                |
| 142 | 1º dicembre 1985  | San Siro                        | Serie A 1985-1986               | Milan – Inter             | 2 - 2       | 5', 69' Paolo Rossi                                                                                                   | 29' Alessandro Altobelli 65' (rig.) Liam Brady                                                              | 125 | Referto | Agnolin L. di Bassano del Grappa |
| 143 | 6 aprile 1986     | San Siro                        | Serie A 1985-1986               | Inter – Milan             | 1 - 0       | | 77' Giuseppe Minaudo                                                                                        | 126 | Referto | Redini di Pisa                   |
| 144 | 12 ottobre 1986   | San Siro                        | Serie A 1986-1987               | Milan – Inter             | 0 - 0       | | | 127 | Referto | Magni di Bergamo                 |
| 145 | 1º marzo 1987     | San Siro                        | Serie A 1986-1987               | Inter – Milan             | 1 - 2       | 53' Giuseppe Galderisi 85' Pietro Paolo Virdis                                                                        | 26' (aut.) Franco Baresi                                                                                    | 128 | Referto | Bergamo di Livorno               |
| 146 | 20 dicembre 1987  | San Siro                        | Serie A 1987-1988               | Inter – Milan             | 0 - 1       | 4' (aut.) Riccardo Ferri                                                                                              | | 129 | Referto | Lanese di Messina                |
| 147 | 24 aprile 1988    | San Siro                        | Serie A 1987-1988               | Milan – Inter             | 2 - 0       | 43' Ruud Gullit 53' Pietro Paolo Virdis                                                                               | | 130 | Referto | Longhi di Roma                   |
| 148 | 11 dicembre 1988  | San Siro                        | Serie A 1988-1989               | Milan – Inter             | 0 - 1       | | 26' Aldo Serena                                                                                             | 131 | Referto | D'Elia di Salerno                |
| 149 | 30 aprile 1989    | San Siro                        | Serie A 1988-1989               | Inter – Milan             | 0 - 0       | | | 132 | Referto | Magni di Bergamo                 |
| 150 | 19 novembre 1989  | San Siro                        | Serie A 1989-1990               | Inter – Milan             | 0 - 3       | 52' Marco van Basten 75' Diego Fuser 86' Daniele Massaro                                                              | | 133 | Referto | Pairetto di Nichelino            |
| 151 | 18 marzo 1990     | San Siro                        | Serie A 1989-1990               | Milan – Inter             | 1 - 3       | 84' Alessandro Costacurta                                                                                             | 3', 90' Aldo Serena 24' (rig.) Lothar Matthäus                                                              | 134 | Referto | Pairetto di Nichelino            |
| 152 | 18 novembre 1990  | San Siro                        | Serie A 1990-1991               | Milan – Inter             | 0 - 1       | | 85' Nicola Berti                                                                                            | 135 | Referto | D'Elia di Salerno                |
| 153 | 24 marzo 1991     | San Siro                        | Serie A 1990-1991               | Inter – Milan             | 0 - 1       | 74' Marco van Basten                                                                                                  | | 136 | Referto | Pezzella di Frattamaggiore       |
| 154 | 1º dicembre 1991  | San Siro                        | Serie A 1991-1992               | Inter – Milan             | 1 - 1       | 18' Marco van Basten                                                                                                  | 54' Jürgen Klinsmann                                                                                        | 137 | Referto | Pairetto di Nichelino            |
| 155 | 18 aprile 1992    | San Siro                        | Serie A 1991-1992               | Milan – Inter             | 1 - 0       | 89' Daniele Massaro                                                                                                   | | 138 | Referto | Cesari di Genova                 |
| 156 | 22 novembre 1992  | San Siro                        | Serie A 1992-1993               | Milan – Inter             | 1 - 1       | 40' Gianluigi Lentini                                                                                                 | 69' Luigi De Agostini                                                                                       | 139 | Referto | Pezzella di Frattamaggiore       |
| 157 | 27 gennaio 1993   | San Siro                        | Coppa Italia 1992-1993          | Milan – Inter             | 0 - 0       | | | 16  | Referto | Beschin di Legnago               |
| 158 | 10 febbraio 1993  | San Siro                        | Coppa Italia 1992-1993          | Inter – Milan             | 0 - 3       | 5', 12' Jean-Pierre Papin 35' Ruud Gullit                                                                             | | 17  | Referto | Baldas di Trieste                |
| 159 | 10 aprile 1993    | San Siro                        | Serie A 1992-1993               | Inter – Milan             | 1 - 1       | 83' Ruud Gullit | 44' Nicola Berti                                                                                            | 140 | Referto | Pairetto di Nichelino            |
| 160 | 7 novembre 1993   | San Siro                        | Serie A 1993-1994               | Inter – Milan             | 1 - 2       | 34' Christian Panucci 52' Jean-Pierre Papin                                                                           | 64' (rig.) Dennis Bergkamp                                                                                  | 141 | Referto | Baldas di Trieste                |
| 161 | 20 marzo 1994     | San Siro                        | Serie A 1993-1994               | Milan – Inter             | 2 - 1       | 46' (aut.) Giuseppe Bergomi 89' Daniele Massaro                                                                       | 86' Salvatore Schillaci                                                                                     | 142 | Referto | Ceccarini di Livorno             |
| 162 | 12 ottobre 1994   | San Siro                        | Coppa Italia 1994-1995          | Milan – Inter             | 1 - 2       | 38' Gianluigi Lentini                                                                                                 | 56' (rig.) Pierluigi Orlandini 64' Giuseppe Bergomi                                                         | 18  | Referto | Collina di Viareggio             |
| 163 | 26 ottobre 1994   | San Siro                        | Coppa Italia 1994-1995          | Inter – Milan             | 2 - 1       | 46' Roberto Donadoni                                                                                                  | 64' Rubén Sosa 78' Pierluigi Orlandini                                                                      | 19  | Referto | Pairetto di Nichelino            |
| 164 | 20 novembre 1994  | San Siro                        | Serie A 1994-1995               | Milan – Inter             | 1 - 1       | 50' Paolo Maldini | 4' Davide Fontolan                                                                                          | 143 | Referto | Stafoggia di Pesaro              |
| 165 | 15 aprile 1995    | San Siro                        | Serie A 1994-1995               | Inter – Milan             | 3 - 1       | 85' Giovanni Stroppa                                                                                                  | 43' Andrea Seno 69' Wim Jonk 87' (aut.) Sebastiano Rossi                                                    | 144 | Referto | Pairetto di Nichelino            |
| 166 | 29 ottobre 1995   | San Siro                        | Serie A 1995-1996               | Inter – Milan             | 1 - 1       | 46' Dejan Savićević                                                                                                   | 19' Massimo Paganin                                                                                         | 145 | Referto | Braschi di Prato                 |
| 167 | 10 marzo 1996     | San Siro                        | Serie A 1995-1996               | Milan – Inter             | 0 - 1       | | 5' Marco Branca                                                                                             | 146 | Referto | Trentalange di Torino            |
| 168 | 24 novembre 1996  | San Siro                        | Serie A 1996-1997               | Milan – Inter             | 1 - 1       | 3' Roberto Baggio | 13' Youri Djorkaeff                                                                                         | 147 | Referto | Braschi di Prato                 |
| 169 | 13 aprile 1997    | San Siro                        | Serie A 1996-1997               | Inter – Milan             | 3 - 1       | 88' Roberto Baggio | 32' (rig.) Youri Djorkaeff 43' Iván Zamorano 57' Maurizio Ganz                                              | 148 | Referto | Boggi di Salerno                 |
| 170 | 22 novembre 1997  | San Siro                        | Serie A 1997-1998               | Inter – Milan             | 2 - 2       | 29' George Weah 80' (rig.) André Cruz                                                                                 | 13' Diego Simeone 68' (rig.) Ronaldo                                                                        | 149 | Referto | Collina di Viareggio             |
| 171 | 8 gennaio 1998    | San Siro                        | Coppa Italia 1997-1998          | Milan – Inter             | 5 - 0       | 28' (rig.) Demetrio Albertini 33' Maurizio Ganz 43' Dejan Savićević 46' (aut.) Francesco Colonnese 60' Steinar Nilsen | | 20  | Referto | Cesari di Genova                 |
| 172 | 21 gennaio 1998   | San Siro                        | Coppa Italia 1997-1998          | Inter – Milan             | 1 - 0       | | 31' Marco Branca                                                                                            | 21  | Referto | Bettin di Padova                 |
| 173 | 22 marzo 1998     | San Siro                        | Serie A 1997-1998               | Milan – Inter             | 0 - 3       | | 42', 87' Diego Simeone 77' Ronaldo                                                                          | 150 | Referto | Bazzoli di Merano                |
| 174 | 8 novembre 1998   | San Siro                        | Serie A 1998-1999               | Milan – Inter             | 2 - 2       | 13' George Weah 59' (rig.) Demetrio Albertini                                                                         | 7' Ronaldo 48' Francesco Moriero                                                                            | 151 | Referto | Tombolini di Ancona              |
| 175 | 13 marzo 1999     | San Siro                        | Serie A 1998-1999               | Inter – Milan             | 2 - 2       | 14', 52' Leonardo | 7' (aut.) Bruno N'Gotty 77' Javier Zanetti                                                                  | 152 | Referto | Collina di Viareggio             |
| 176 | 23 ottobre 1999   | San Siro                        | Serie A 1999-2000               | Inter – Milan             | 1 - 2       | 72' Andrij Ševčenko 90' George Weah                                                                                   | 20' (rig.) Ronaldo                                                                                          | 153 | Referto | Borriello di Mantova             |
| 177 | 12 gennaio 2000   | San Siro                        | Coppa Italia 1999-2000          | Milan – Inter             | 2 - 3       | 44', 55' Andrij Ševčenko                                                                                              | 28' Christian Vieri 54' Adrian Mutu 69' Clarence Seedorf                                                    | 22  | Referto | Farina di Novi Ligure            |
| 178 | 27 gennaio 2000   | San Siro                        | Coppa Italia 1999-2000          | Inter – Milan             | 1 - 1       | 35' Andrij Ševčenko                                                                                                   | 37' Roberto Baggio                                                                                          | 23  | Referto | Treossi di Forlì                 |
| 179 | 5 marzo 2000      | San Siro                        | Serie A 1999-2000               | Milan – Inter             | 1 - 2       | 90'+1' (rig.) Andrij Ševčenko                                                                                         | 43' Iván Zamorano 63' Luigi Di Biagio                                                                       | 154 | Referto | Trentalange di Torino            |
| 180 | 7 gennaio 2001    | San Siro                        | Serie A 2000-2001               | Milan – Inter             | 2 - 2       | 65' Zvonimir Boban 85' Oliver Bierhoff                                                                                | 11' Hakan Şükür 72' Luigi Di Biagio                                                                         | 155 | Referto | Rodomonti di Teramo              |
| 181 | 11 maggio 2001    | San Siro                        | Serie A 2000-2001               | Inter – Milan             | 0 - 6       | 3', 19' Gianni Comandini 53' Federico Giunti 67', 78' Andrij Ševčenko 81' Serginho                                    | | 156 | Referto | Collina di Viareggio             |
| 182 | 21 ottobre 2001   | San Siro                        | Serie A 2001-2002               | Inter – Milan             | 2 - 4       | 59', 78' Andrij Ševčenko 62' Cosmin Contra 66' Filippo Inzaghi                                                        | 13' Nicola Ventola 90' Mohamed Kallon                                                                       | 157 | Referto | Collina di Viareggio             |
| 183 | 3 marzo 2002      | San Siro                        | Serie A 2001-2002               | Milan – Inter             | 0 - 1       | | 78' Christian Vieri                                                                                         | 158 | Referto | Collina di Viareggio             |
| 184 | 23 novembre 2002  | San Siro                        | Serie A 2002-2003               | Milan – Inter             | 1 - 0       | 13' Serginho | | 159 | Referto | Paparesta G. di Bari             |
| 185 | 12 aprile 2003    | San Siro                        | Serie A 2002-2003               | Inter – Milan             | 0 - 1       | 62' Filippo Inzaghi                                                                                                   | | 160 | Referto | Rosetti di Torino                |
| 186 | 7 maggio 2003     | San Siro                        | UEFA Champions League 2002-2003 | Milan – Inter             | 0 - 0       | | | 1   | Referto | Ivanov (RUS)                     |
| 187 | 13 maggio 2003    | San Siro                        | UEFA Champions League 2002-2003 | Inter – Milan             | 1 - 1       | 45'+1' Andrij Ševčenko                                                                                                | 84' Obafemi Martins                                                                                         | 2   | Referto | Veissière (FRA)                  |
| 188 | 5 ottobre 2003    | San Siro                        | Serie A 2003-2004               | Inter – Milan             | 1 - 3       | 39' Filippo Inzaghi 46' Kaká 77' Andrij Ševčenko                                                                      | 78' Obafemi Martins                                                                                         | 161 | Referto | De Santis di Tivoli              |
| 189 | 21 febbraio 2004  | San Siro                        | Serie A 2003-2004               | Milan – Inter             | 3 - 2       | 56' Jon Dahl Tomasson 57' Kaká 85' Clarence Seedorf                                                                   | 15' Dejan Stanković 40' Cristiano Zanetti                                                                   | 162 | Referto | Rosetti di Torino                |
| 190 | 24 ottobre 2004   | San Siro                        | Serie A 2004-2005               | Milan – Inter             | 0 - 0       | | | 163 | Referto | Rosetti di Torino                |
| 191 | 27 febbraio 2005  | San Siro                        | Serie A 2004-2005               | Inter – Milan             | 0 - 1       | 74' Kaká | | 164 | Referto | De Santis di Tivoli              |
| 192 | 6 aprile 2005     | San Siro                        | UEFA Champions League 2004-2005 | Milan – Inter             | 2 - 0       | 45'+1' Jaap Stam 74' Andrij Ševčenko                                                                                  | | 3   | Referto | Sars (FRA)                       |
| 193 | 12 aprile 2005    | San Siro                        | UEFA Champions League 2004-2005 | Inter – Milan             | 0 - 3       | 30' Andrij Ševčenko                                                                                                   | | 4   | Referto | Merk (GER)                       |
| 194 | 11 dicembre 2005  | San Siro                        | Serie A 2005-2006               | Inter – Milan             | 3 - 2       | 39' (rig.) Andrij Ševčenko 83' Jaap Stam                                                                              | 24' (rig.), 90'+2' Adriano 59' Obafemi Martins                                                              | 165 | Referto | Messina di Bergamo               |
| 195 | 14 aprile 2006    | San Siro                        | Serie A 2005-2006               | Milan – Inter             | 1 - 0       | 70' K'akhaber K'aladze                                                                                                | | 166 | Referto | De Santis di Tivoli              |
| 196 | 28 ottobre 2006   | San Siro                        | Serie A 2006-2007               | Milan – Inter             | 3 - 4       | 50' Clarence Seedorf 76' Alberto Gilardino 90'+1' Kaká                                                                | 17' Hernán Crespo 22' Dejan Stanković 47' Zlatan Ibrahimović 69' Marco Materazzi                            | 167 | Referto | Farina di Novi Ligure            |
| 197 | 11 marzo 2007     | San Siro                        | Serie A 2006-2007               | Inter – Milan             | 2 - 1       | 40' Ronaldo | 54' Julio Cruz 75' Zlatan Ibrahimović                                                                       | 168 | Referto | Rizzoli di Bologna               |
| 198 | 23 dicembre 2007  | San Siro                        | Serie A 2007-2008               | Inter – Milan             | 2 - 1       | 18' Andrea Pirlo | 36' Julio Cruz 63' Esteban Cambiasso                                                                        | 169 | Referto | Morganti di Ascoli Piceno        |
| 199 | 4 maggio 2008     | San Siro                        | Serie A 2007-2008               | Milan – Inter             | 2 - 1       | 51' Filippo Inzaghi 56' Kaká                                                                                          | 76' Julio Cruz                                                                                              | 170 | Referto | Rosetti di Torino                |
| 200 | 28 settembre 2008 | San Siro                        | Serie A 2008-2009               | Milan – Inter             | 1 - 0       | 37' Ronaldinho | | 171 | Referto | Morganti di Ascoli Piceno        |
| 201 | 15 febbraio 2009  | San Siro                        | Serie A 2008-2009               | Inter – Milan             | 2 - 1       | 71' Pato | 29' Adriano 43' Dejan Stanković                                                                             | 172 | Referto | Rosetti di Torino                |
| 202 | 29 agosto 2009    | San Siro                        | Serie A 2009-2010               | Milan – Inter             | 0 - 4       | | 29' Thiago Motta 36' (rig.) Diego Milito 45'+1' Maicon 67' Dejan Stanković                                  | 173 | Referto | Rizzoli di Bologna               |
| 203 | 24 gennaio 2010   | San Siro                        | Serie A 2009-2010               | Inter – Milan             | 2 - 0       | | 10' Diego Milito 65' Goran Pandev                                                                           | 174 | Referto | Rocchi di Firenze                |
| 204 | 14 novembre 2010  | San Siro                        | Serie A 2010-2011               | Inter – Milan             | 0 - 1       | 5' (rig.) Zlatan Ibrahimović                                                                                          | | 175 | Referto | Tagliavento di Terni             |
| 205 | 2 aprile 2011     | San Siro                        | Serie A 2010-2011               | Milan – Inter             | 3 - 0       | 1', 62' Pato 90' (rig.) Antonio Cassano                                                                               | | 176 | Referto | Rizzoli di Bologna               |
| 206 | 6 agosto 2011     | Stadio nazionale di Pechino     | Supercoppa italiana 2011        | Milan – Inter             | 2 - 1       | 60' Zlatan Ibrahimović 69' Kevin-Prince Boateng                                                                       | 22' Wesley Sneijder                                                                                         | 1   | Referto | Rizzoli di Bologna               |
| 207 | 15 gennaio 2012   | San Siro                        | Serie A 2011-2012               | Milan – Inter             | 0 - 1       | | 53' Diego Milito                                                                                            | 177 | Referto | Orsato di Schio                  |
| 208 | 6 maggio 2012     | San Siro                        | Serie A 2011-2012               | Inter – Milan             | 4 - 2       | 44' (rig.), 46' Zlatan Ibrahimović                                                                                    | 14', 52' (rig.), 80' (rig.) Diego Milito 87' Maicon                                                         | 178 | Referto | Rizzoli di Bologna               |
| 209 | 7 ottobre 2012    | San Siro                        | Serie A 2012-2013               | Milan – Inter             | 0 - 1       | | 3' Walter Samuel                                                                                            | 179 | Referto | Valeri di Roma                   |
| 210 | 24 febbraio 2013  | San Siro                        | Serie A 2012-2013               | Inter – Milan             | 1 - 1       | 20' Stephan El Shaarawy                                                                                               | 71' Ezequiel Schelotto                                                                                      | 180 | Referto | Mazzoleni di Bergamo             |
| 211 | 22 dicembre 2013  | San Siro                        | Serie A 2013-2014               | Inter – Milan             | 1 - 0       | | 86' Rodrigo Palacio                                                                                         | 181 | Referto | Mazzoleni di Bergamo             |
| 212 | 4 maggio 2014     | San Siro                        | Serie A 2013-2014               | Milan – Inter             | 1 - 0       | 65' Nigel de Jong | | 182 | Referto | Bergonzi di Genova               |
| 213 | 23 novembre 2014  | San Siro                        | Serie A 2014-2015               | Milan – Inter             | 1 - 1       | 23' Jérémy Ménez | 61' Joel Obi                                                                                                | 183 | Referto | Guida di Torre Annunziata        |
| 214 | 19 aprile 2015    | San Siro                        | Serie A 2014-2015               | Inter – Milan             | 0 - 0       | | | 184 | Referto | Banti di Livorno                 |
| 215 | 13 settembre 2015 | San Siro                        | Serie A 2015-2016               | Inter – Milan             | 1 - 0       | | 58' Fredy Guarín                                                                                            | 185 | Referto | Rocchi di Firenze                |
| 216 | 31 gennaio 2016   | San Siro                        | Serie A 2015-2016               | Milan – Inter             | 3 - 0       | 35' Alex 73' Carlos Bacca 77' M'Baye Niang                                                                            | | 186 | Referto | Damato di Barletta               |
| 217 | 20 novembre 2016  | San Siro                        | Serie A 2016-2017               | Milan – Inter             | 2 - 2       | 42', 58' Suso | 53' Antonio Candreva 90'+2' Ivan Perišić                                                                    | 187 | Referto | Tagliavento di Terni             |
| 218 | 15 aprile 2017    | San Siro                        | Serie A 2016-2017               | Inter – Milan             | 2 - 2       | 83' Alessio Romagnoli 90'+7' Cristián Zapata                                                                          | 36' Antonio Candreva 44' Mauro Icardi                                                                       | 188 | Referto | Orsato di Schio                  |
| 219 | 15 ottobre 2017   | San Siro                        | Serie A 2017-2018               | Inter – Milan             | 3 - 2       | 56' Suso 81' (aut.) Samir Handanovič                                                                                  | 28', 63', 90' (rig.) Mauro Icardi                                                                           | 189 | Referto | Tagliavento di Terni             |
| 220 | 27 dicembre 2017  | San Siro                        | Coppa Italia 2017-2018          | Milan – Inter             | 1 - 0 (dts) | 104' Patrick Cutrone                                                                                                  | | 24  | Referto | Guida di Torre Annunziata        |
| 221 | 4 aprile 2018     | San Siro                        | Serie A 2017-2018               | Milan – Inter             | 0 - 0       | | | 190 | Referto | Di Bello di Brindisi             |
| 222 | 21 ottobre 2018   | San Siro                        | Serie A 2018-2019               | Inter – Milan             | 1 - 0       | | 90'+2' Mauro Icardi                                                                                         | 191 | Referto | Guida di Torre Annunziata        |
| 223 | 17 marzo 2019     | San Siro                        | Serie A 2018-2019               | Milan – Inter             | 2 - 3       | 57' Tiémoué Bakayoko 71' Mateo Musacchio                                                                              | 3' Matías Vecino 51' Stefan de Vrij 67' (rig.) Lautaro Martínez                                             | 192 | Referto | Guida di Torre Annunziata        |
| 224 | 21 settembre 2019 | San Siro                        | Serie A 2019-2020               | Milan – Inter             | 0 - 2       | | 49' Marcelo Brozović 78' Romelu Lukaku                                                                      | 193 | Referto | Doveri di Roma                   |
| 225 | 9 febbraio 2020   | San Siro                        | Serie A 2019-2020               | Inter – Milan             | 4 - 2       | 40' Ante Rebić 45'+1' Zlatan Ibrahimović                                                                              | 51' Marcelo Brozović 54' Matías Vecino 70' Stefan de Vrij 90'+3' Romelu Lukaku                              | 194 | Referto | Maresca di Napoli                |
| 226 | 17 ottobre 2020   | San Siro                        | Serie A 2020-2021               | Inter – Milan             | 1 - 2       | 13', 16' Zlatan Ibrahimović                                                                                           | 29' Romelu Lukaku                                                                                           | 195 | Referto | Mariani di Aprilia               |
| 227 | 26 gennaio 2021   | San Siro                        | Coppa Italia 2020-2021          | Inter – Milan             | 2 - 1       | 31' Zlatan Ibrahimović                                                                                                | 71' (rig.) Romelu Lukaku 90'+7' Christian Eriksen                                                           | 25  | Referto | Valeri di Roma                   |
| 228 | 21 febbraio 2021  | San Siro                        | Serie A 2020-2021               | Milan – Inter             | 0 - 3       | | 5', 57' Lautaro Martínez 66' Romelu Lukaku                                                                  | 196 | Referto | Doveri di Roma                   |
| 229 | 7 novembre 2021   | San Siro                        | Serie A 2021-2022               | Milan – Inter             | 1 - 1       | 17' (aut.) Stefan de Vrij                                                                                             | 11' (rig.) Hakan Çalhanoğlu                                                                                 | 197 | Referto | Doveri di Roma                   |
| 230 | 5 febbraio 2022   | San Siro                        | Serie A 2021-2022               | Inter – Milan             | 1 - 2       | 75', 78' Olivier Giroud                                                                                               | 38' Ivan Perišić                                                                                            | 198 | Referto | Guida di Torre Annunziata        |
| 231 | 1º marzo 2022     | San Siro                        | Coppa Italia 2021-2022          | Milan – Inter             | 0 - 0       | | | 26  | Referto | Mariani di Aprilia               |
| 232 | 19 aprile 2022    | San Siro                        | Coppa Italia 2021-2022          | Inter – Milan             | 3 - 0       | | 4', 40' Lautaro Martínez 82' Robin Gosens                                                                   | 27  | Referto | Mariani di Aprilia               |
| 233 | 3 settembre 2022  | San Siro                        | Serie A 2022-2023               | Milan – Inter             | 3 - 2       | 28', 60' Rafael Leão 54' Olivier Giroud                                                                               | 21' Marcelo Brozović 67' Edin Džeko                                                                         | 199 | Referto | Chiffi di Padova                 |
| 234 | 18 gennaio 2023   | Stadio internazionale Re Fahd   | Supercoppa italiana 2022        | Milan – Inter             | 0 - 3       | | 10' Federico Dimarco 21' Edin Džeko 77' Lautaro Martínez                                                    | 2   | Referto | Maresca di Napoli                |
| 235 | 5 febbraio 2023   | San Siro                        | Serie A 2022-2023               | Inter – Milan             | 1 - 0       | | 34' Lautaro Martínez                                                                                        | 200 | Referto | Massa di Imperia                 |
| 236 | 10 maggio 2023    | San Siro                        | UEFA Champions League 2022-2023 | Milan – Inter             | 0 - 2       | | 8' Edin Džeko 11' Henrix Mxit'aryan                                                                         | 5   | Referto | Gil Manzano (ESP)                |
| 237 | 16 maggio 2023    | San Siro                        | UEFA Champions League 2022-2023 | Inter - Milan             | 1 - 0       | | 74' Lautaro Martínez                                                                                        | 6   | Referto | Turpin (FRA)                     |
| 238 | 16 settembre 2023 | San Siro                        | Serie A 2023-2024               | Inter – Milan             | 5 - 1       | 57' Rafael Leão | 5', 69' Henrix Mxit'aryan 38' Marcus Thuram 79' (rig.) Hakan Çalhanoğlu 90'+3' Davide Frattesi              | 201 | Referto | Sozza di Seregno                 |
| 239 | 22 aprile 2024    | San Siro                        | Serie A 2023-2024               | Milan – Inter             | 1 - 2       | 80' Fikayo Tomori | 18' Francesco Acerbi 49' Marcus Thuram                                                                      | 202 | Referto | Colombo di Como                  |
| 240 | 22 settembre 2024 | San Siro                        | Serie A 2024-2025               | Inter – Milan             | 1 - 2       | 10' Christian Pulisic 89' Matteo Gabbia                                                                               | 27' Federico Dimarco                                                                                        | 203 | Referto | Mariani di Aprilia               |
| 241 | 6 gennaio 2025    | Stadio dell'Università Re Sa'ud | Supercoppa italiana 2024        | Inter – Milan             | 2 - 3       | 52' Theo Hernández 80' Christian Pulisic 90+3' Tammy Abraham                                                          | 45+1' Lautaro Martínez 47' Mehdi Taremi                                                                     | 3   | Referto | Sozza di Seregno                 |
| 242 | 2 febbraio 2025   | San Siro                        | Serie A 2024-2025               | Milan – Inter             | 1 - 1       | 45' Tijjani Reijnders                                                                                                 | 90+3' Stefan de Vrij                                                                                        | 204 | Referto | Chiffi di Padova                 |
| 243 | 2 aprile 2025     | San Siro                        | Coppa Italia 2024-2025          | Milan – Inter             | 1 - 1       | 47' Tammy Abraham | 67' Hakan Çalhanoğlu                                                                                        | 28  | Referto | Fabbri di Ravenna                |
| 244 | 23 aprile 2025    | San Siro                        | Coppa Italia 2024-2025          | Inter – Milan             | 0 - 3       | 36', 49' Luka Jović 85' Tijjani Reijnders                                                                             | | 29  | Referto | Doveri di Roma                   |
| 245 | 23 novembre 2025  | San Siro                        | Serie A 2025-2026               | Inter – Milan             |             | | | 205 |         |                                  |
| 246 | 8 marzo 2026      | San Siro                        | Serie A 2025-2026               | Milan – Inter             |             | | | 206 |         |                                  |

## Statistiche
Dati aggiornati al 23 aprile 2025.

### Palmarès
| Titoli ufficiali | Nazionali | Nazionali | Nazionali | Internazionali | Internazionali | Internazionali | Internazionali | Internazionali | Internazionali | Totale |
| Titoli ufficiali | A         | CI        | SI        | CC/UCL         | CdC            | CU/UEL         | SU             | CInt           | Cmc            | Totale |
| ---------------- | --------- | --------- | --------- | -------------- | -------------- | -------------- | -------------- | -------------- | -------------- | ------ |
| Milan            | 19        | 5         | 8         | 7              | 2              | -              | 5              | 3              | 1              | 50     |
| Inter            | 20        | 9         | 8         | 3              | -              | 3              | -              | 2              | 1              | 46     |

### Testa a testa in Serie A
| P. | 30 | 31 | 32 | 33 | 34 | 35 | 36 | 37 | 38 | 39 | 40 | 41 | 42 | 43 | 47 | 48 | 49 | 50 | 51 | 52 | 53 | 54 | 55 | 56 | 57 | 58 | 59 | 60 | 61 | 62 | 63 | 64 | 65 | 66 | 67 | 68 | 69 | 70 | 71 | 72 | 73 | 74 | 75 | 76 | 77 | 78 | 79 | 80 | 81 | 82 | 83 | 84 | 85 | 86 | 87 | 88 | 89 | 90 | 91 | 92 | 93 | 94 | 95 | 96 | 97 | 98 | 99 | 00 | 01 | 02 | 03 | 04 | 05 | 06 | 07 | 08 | 09 | 10 | 11 | 12 | 13 | 14 | 15 | 16 | 17 | 18 | 19 | 20 | 21 | 22 | 23 | 24 | 25 |
| -- | -- | -- | -- | -- | -- | -- | -- | -- | -- | -- | -- | -- | -- | -- | -- | -- | -- | -- | -- | -- | -- | -- | -- | -- | -- | -- | -- | -- | -- | -- | -- | -- | -- | -- | -- | -- | -- | -- | -- | -- | -- | -- | -- | -- | -- | -- | -- | -- | -- | -- | -- | -- | -- | -- | -- | -- | -- | -- | -- | -- | -- | -- | -- | -- | -- | -- | -- | -- | -- | -- | -- | -- | -- | -- | -- | -- | -- | -- | -- | -- | -- | -- | -- | -- | -- | -- | -- | -- | -- | -- | -- | -- | -- |
| 1  | 1  |    |    |    |    |    |    |    | 1  |    | 1  |    |    |    |    |    |    |    | 1  |    | 1  | 1  | 1  |    | 1  |    | 1  |    |    | 1  | 1  |    | 1  | 1  |    | 1  |    |    | 1  |    |    |    |    |    |    |    | 1  | 1  |    |    |    |    |    |    |    | 1  | 1  |    |    | 1  | 1  | 1  |    | 1  |    |    | 1  |    |    |    |    | 1  |    | 1  | 1  | 1  | 1  | 1  | 1  |    |    |    |    |    |    |    |    |    | 1  | 1  |    | 1  |    |
| 2  |    |    |    | 2  | 2  | 2  |    |    |    |    |    | 2  |    |    |    | 2  | 2  | 2  | 2  | 2  |    |    |    | 2  |    |    |    |    | 2  | 2  |    | 2  | 2  |    | 2  |    |    | 2  | 2  | 2  | 2  |    |    |    |    |    |    |    |    |    |    |    |    |    |    |    |    | 2  | 2  |    | 2  |    |    |    |    | 2  |    |    |    |    | 2  |    | 2  |    |    |    |    |    | 2  | 2  |    |    |    |    |    |    |    | 2  | 2  | 2  |    | 2  | 2  |
| 3  |    |    |    |    |    |    |    |    | 3  | 3  |    | 3  |    |    |    |    | 3  | 3  |    | 3  | 3  | 3  |    | 3  |    |    | 3  | 3  | 3  |    | 3  | 3  |    |    |    |    | 3  |    |    |    |    |    |    | 3  |    |    |    |    |    |    | 3  |    | 3  |    | 3  |    | 3  | 3  | 3  |    |    |    |    |    | 3  |    |    | 3  |    | 3  | 3  |    | 3  | 3  |    |    | 3  | 3  |    |    | 3  |    |    |    |    |    |    |    |    |    | 3  |    |    |
| 4  |    |    | 4  |    |    |    | 4  | 4  |    |    |    |    |    | 4  | 4  |    |    |    |    |    |    |    |    |    |    |    |    | 4  |    |    |    |    |    |    |    |    | 4  | 4  |    |    |    | 4  |    | 4  | 4  | 4  | 4  |    | 4  |    |    | 4  |    |    |    |    |    |    |    |    |    |    | 4  |    |    |    |    | 4  |    | 4  |    | 4  |    |    | 4  |    |    |    |    |    |    |    |    | 4  |    | 4  | 4  |    |    |    | 4  |    |    |
| 5  |    | 5  |    |    |    |    |    |    |    |    |    |    |    |    |    |    |    |    |    |    |    |    |    |    | 5  |    |    |    |    |    |    |    |    |    |    | 5  |    |    |    | 5  | 5  |    | 5  |    |    | 5  |    |    |    | 5  |    |    | 5  |    | 5  | 5  |    |    |    |    |    |    |    |    |    |    |    |    | 5  |    |    |    |    |    |    | 5  |    |    |    |    |    | 5  |    |    |    |    | 5  |    |    |    |    |    |    |
| 6  |    |    | 6  |    |    |    |    |    |    |    |    |    |    | 6  |    |    |    |    |    |    |    |    |    |    |    |    |    |    |    |    |    |    |    |    |    |    |    |    |    |    |    |    |    |    |    |    |    |    |    |    |    | 6  |    | 6  |    |    |    |    |    |    |    |    | 6  |    |    |    |    |    | 6  |    |    |    |    |    |    |    |    |    |    | 6  |    |    |    |    | 6  | 6  |    | 6  |    |    |    |    |    |
| 7  |    |    |    |    |    |    |    | 7  |    |    |    |    |    |    |    |    |    |    |    |    |    |    |    |    |    |    |    |    |    |    |    |    |    | 7  |    |    |    |    |    |    |    | 7  |    |    |    |    |    |    |    |    |    |    |    | 7  |    |    |    |    |    |    |    |    |    | 7  |    |    |    |    |    |    |    |    |    |    |    |    |    |    |    |    |    |    |    | 7  | 7  |    |    |    |    |    |    |    |    |
| 8  |    |    |    |    |    |    | 8  |    |    |    | 8  |    |    |    |    |    |    |    |    |    |    |    | 8  |    |    |    |    |    |    |    |    |    |    |    | 8  |    |    |    |    |    |    |    |    |    |    |    |    |    |    |    |    |    |    |    |    |    |    |    |    | 8  |    |    |    |    |    |    | 8  |    |    |    |    |    |    |    |    |    |    |    |    |    |    | 8  | 8  |    |    |    |    |    |    |    |    |    | 8  |
| 9  |    |    |    |    | 9  |    |    |    |    | 9  |    |    |    |    |    |    |    |    |    |    |    |    |    |    |    | 9  |    |    |    |    |    |    |    |    |    |    |    |    |    |    |    |    | 9  |    |    |    |    |    |    |    |    |    |    |    |    |    |    |    |    |    |    |    |    |    |    |    |    |    |    |    |    |    |    |    |    |    |    |    |    |    | 9  |    |    |    |    |    |    |    |    |    |    |    |    |
| 10 |    |    |    |    |    | 10 |    |    |    |    |    |    | 10 |    | 10 |    |    |    |    |    |    |    |    |    |    |    |    |    |    |    |    |    |    |    |    |    |    |    |    |    |    |    |    |    | 10 |    |    |    |    |    |    |    |    |    |    |    |    |    |    |    |    |    |    |    |    | 10 |    |    |    |    |    |    |    |    |    |    |    |    |    |    |    |    | 10 |    |    |    |    |    |    |    |    |    |    |
| 11 | 11 |    |    | 11 |    |    |    |    |    |    |    |    |    |    |    |    |    |    |    |    |    |    |    |    |    |    |    |    |    |    |    |    |    |    |    |    |    |    |    |    |    |    |    |    |    |    |    |    |    |    |    |    |    |    |    |    |    |    |    |    |    |    |    |    | 11 |    |    |    |    |    |    |    |    |    |    |    |    |    |    |    |    |    |    |    |    |    |    |    |    |    |    |    |    |
| 12 |    | 12 |    |    |    |    |    |    |    |    |    |    | 12 |    |    | 12 |    |    |    |    |    |    |    |    |    |    |    |    |    |    |    |    |    |    |    |    |    |    |    |    |    |    |    |    |    |    |    |    |    |    |    |    |    |    |    |    |    |    |    |    |    |    |    |    |    |    |    |    |    |    |    |    |    |    |    |    |    |    |    |    |    |    |    |    |    |    |    |    |    |    |    |    |    |
| 13 |    |    |    |    |    |    |    |    |    |    |    |    |    |    |    |    |    |    |    |    |    |    |    |    |    |    |    |    |    |    |    |    |    |    |    |    |    |    |    |    |    |    |    |    |    |    |    |    |    |    |    |    |    |    |    |    |    |    |    |    |    | 13 |    |    |    |    |    |    |    |    |    |    |    |    |    |    |    |    |    |    |    |    |    |    |    |    |    |    |    |    |    |    |    |
| 14 |    |    |    |    |    |    |    |    |    |    |    |    |    |    |    |    |    |    |    |    |    |    |    |    |    |    |    |    |    |    |    |    |    |    |    |    |    |    |    |    |    |    |    |    |    |    |    |    |    | 14 |    |    |    |    |    |    |    |    |    |    |    |    |    |    |    |    |    |    |    |    |    |    |    |    |    |    |    |    |    |    |    |    |    |    |    |    |    |    |    |    |    |    |    |
| 15 |    |    |    |    |    |    |    |    |    |    |    |    |    |    |    |    |    |    |    |    |    |    |    |    |    |    |    |    |    |    |    |    |    |    |    |    |    |    |    |    |    |    |    |    |    |    |    | 15 |    |    |    |    |    |    |    |    |    |    |    |    |    |    |    |    |    |    |    |    |    |    |    |    |    |    |    |    |    |    |    |    |    |    |    |    |    |    |    |    |    |    |    |    |    |
| 16 |    |    |    |    |    |    |    |    |    |    |    |    |    |    |    |    |    |    |    |    |    |    |    |    |    |    |    |    |    |    |    |    |    |    |    |    |    |    |    |    |    |    |    |    |    |    |    |    |    |    |    |    |    |    |    |    |    |    |    |    |    |    |    |    |    |    |    |    |    |    |    |    |    |    |    |    |    |    |    |    |    |    |    |    |    |    |    |    |    |    |    |    |    |
| 17 |    |    |    |    |    |    |    |    |    |    |    |    |    |    |    |    |    |    |    |    |    |    |    |    |    |    |    |    |    |    |    |    |    |    |    |    |    |    |    |    |    |    |    |    |    |    |    |    |    |    |    |    |    |    |    |    |    |    |    |    |    |    |    |    |    |    |    |    |    |    |    |    |    |    |    |    |    |    |    |    |    |    |    |    |    |    |    |    |    |    |    |    |    |
| 18 |    |    |    |    |    |    |    |    |    |    |    |    |    |    |    |    |    |    |    |    |    |    |    |    |    |    |    |    |    |    |    |    |    |    |    |    |    |    |    |    |    |    |    |    |    |    |    |    |    |    |    |    |    |    |    |    |    |    |    |    |    |    |    |    |    |    |    |    |    |    |    |    |    |    |    |    |    |    |    |    |    |    |    |    |    |    |    |    |    |    |    |    |    |
| 19 |    |    |    |    |    |    |    |    |    |    |    |    |    |    |    |    |    |    |    |    |    |    |    |    |    |    |    |    |    |    |    |    |    |    |    |    |    |    |    |    |    |    |    |    |    |    |    |    |    |    |    |    |    |    |    |    |    |    |    |    |    |    |    |    |    |    |    |    |    |    |    |    |    |    |    |    |    |    |    |    |    |    |    |    |    |    |    |    |    |    |    |    |    |
| 20 |    |    |    |    |    |    |    |    |    |    |    |    |    |    |    |    |    |    |    |    |    |    |    |    |    |    |    |    |    |    |    |    |    |    |    |    |    |    |    |    |    |    |    |    |    |    |    |    |    |    |    |    |    |    |    |    |    |    |    |    |    |    |    |    |    |    |    |    |    |    |    |    |    |    |    |    |    |    |    |    |    |    |    |    |    |    |    |    |    |    |    |    |    |
| 21 |    |    |    |    |    |    |    |    |    |    |    |    |    |    |    |    |    |    |    |    |    |    |    |    |    |    |    |    |    |    |    |    |    |    |    |    |    |    |    |    |    |    |    |    |    |    |    |    |    |    |    |    |    |    |    |    |    |    |    |    |    |    |    |    |    |    |    |    |    |    |    |    |    |    |    |    |    |    |    |    |    |    |    |    |    |    |    |    |    |    |    |    |    |

- Totale: l'Inter ha preceduto il Milan in classifica 50 volte; il Milan ha preceduto l'Inter 40 volte ; 1 volta si è verificato un pari merito (dati aggiornati al termine della stagione 2024-25). Non ci sono stati testa a testa nelle stagioni 1980-81 e 1982-83, dal momento che il Milan militava in Serie B.

Note:
- La stagione 1945-46 non viene conteggiata a fini statistici per la Serie A.
- Nella stagione 1957-58 le squadre terminarono con lo stesso punteggio, e per il regolamento in vigore all'epoca si verificò un pari merito: entrambe le squadre si classificarono al nono posto.
- Nella stagione 1990-91 le squadre terminarono con lo stesso punteggio, ma il Milan ebbe una migliore differenza reti: il Milan si classificò al secondo posto e l'Inter al terzo.

### Partite

#### Partite ufficiali
|                        | Totale gare disputate | Vittorie dell'Inter | Pareggi | Vittorie del Milan | Reti dell'Inter | Reti del Milan |
| Prima Categoria        | 14                    | 5                   | 2       | 7                  | 27              | 24             |
| Divisione Nazionale    | 8                     | 3                   | 1       | 4                  | 13              | 12             |
| Serie A                | 182                   | 70                  | 57      | 55                 | 260             | 234            |
| Totale campionato      | 204                   | 78                  | 60      | 66                 | 300             | 270            |
| Campionato Alta Italia | 2                     | 1                   | 0       | 1                  | 3               | 3              |
| Coppa Italia           | 29                    | 9                   | 9       | 11                 | 28              | 38             |
| Supercoppa Italiana    | 3                     | 1                   | 0       | 2                  | 6               | 5              |
| Totale nazionale       | 238                   | 89                  | 69      | 80                 | 337             | 316            |
| UEFA Champions League  | 6                     | 2                   | 2       | 2                  | 4               | 6              |
| Totale ufficiale       | 244                   | 91                  | 71      | 82                 | 341             | 322            |

Legenda
- Serie A: s'intendono le partite disputate in 91 edizioni del campionato italiano di calcio a girone unico nazionale, dal 1929-30 al 1942-43 e dal 1946-47 in poi, con l'eccezione delle stagioni 1980-81 e 1982-83.
- Prima Categoria e Divisione Nazionale: s'intendono le partite disputate in 11 edizioni del campionato italiano di calcio non a girone unico nazionale, di cui 8 denominate di Prima Categoria, dal 1909 al 1920-21, e 3 di Divisione Nazionale, 1926-27, 1927-28 e 1945-46.
- Totale campionato: aggregazione dei dati precedenti. Il derby di Milano ha caratterizzato 102 edizioni del campionato italiano di calcio. La sfida si è sempre svolta in gare di andata e ritorno, a eccezione del 1909 per disposizione del regolamento del torneo, del 1915 per lo scoppio della Prima guerra mondiale, e del 1945-46, quando ci sono stati complessivamente 4 incontri (2 nel Campionato Alta Italia, e 2 nel Girone Finale Nazionale).
- Campionato Alta Italia 1944: manifestazione nota ufficialmente come Divisione Nazionale 1944, disputatasi durante la stagione 1943-44 e riconosciuta a livello onorifico dalla Federazione Italiana Giuoco Calcio nel 2002.
- Coppa Italia: il derby di Milano ha caratterizzato 17 edizioni della coppa nazionale italiana. Nel 1977 ne ha costituito la finale, vinta dal Milan. In 9 occasioni ha passato il turno il Milan, in 5 l’Inter e in 3 casi sono state entrambe eliminate da squadre terze nei gironi.
- Supercoppa italiana: il derby di Milano si è disputato per la conquista del trofeo nelle edizioni 2011 e 2024 vinte dal Milan, e nell'edizione 2022, vinta dall'Inter.
- Totale nazionale: aggregazione dei dati precedenti (competizioni ufficiali nazionali).
- UEFA Champions League: il derby di Milano ha caratterizzato tre edizioni della massima competizione continentale, la prima volta in semifinale (2002-03), la seconda nei quarti di finale (2004-05) e la terza ancora in semifinale (2022-23). Nelle prime due circostanze è stato il Milan a passare il turno, nel primo caso per la regola dei gol fuori casa, dopo due pareggi, nel secondo con due vittorie (la seconda delle quali decretata a tavolino in seguito a quanto accaduto sugli spalti). Nell'ultimo caso è stata l'Inter a passare il turno, con due vittorie.
- Totale ufficiale: aggregazione dei dati precedenti (competizioni ufficiali nazionali e internazionali).

#### Partite non ufficiali
|                       | Totale gare disputate | Vittorie dell'Inter | Pareggi | Vittorie del Milan | Reti dell'Inter | Reti del Milan |
| Tornei nazionali      | 64                    | 22                  | 10      | 32                 | 113             | 143            |
| Tornei internazionali | 7                     | 2                   | 1       | 4                  | 11              | 12             |
| Totale non ufficiale  | 71                    | 24                  | 11      | 36                 | 124             | 155            |

Legenda

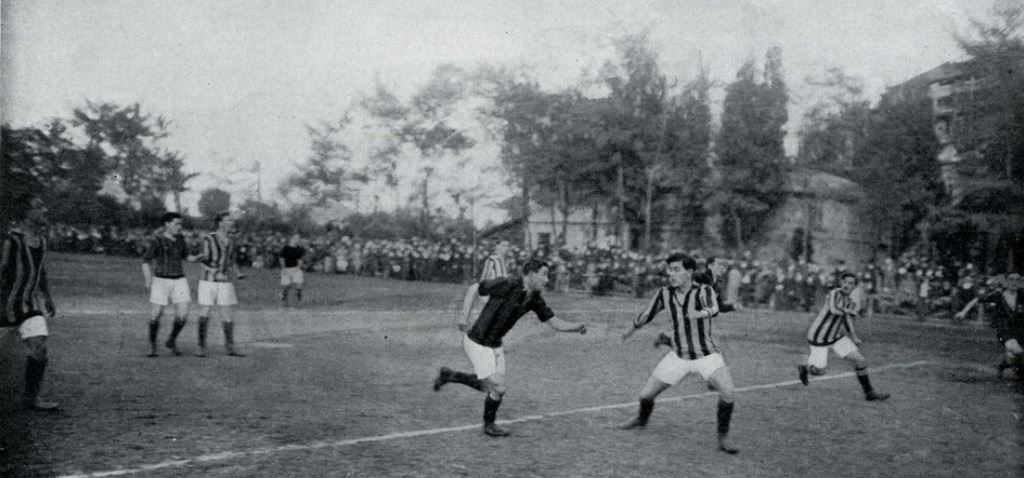
Una delle prime sfide tra Inter e Milan, sul finire del 1915, in occasione della Coppa "Gazzetta dello Sport"

- Tornei nazionali: In questa sezione sono indicate le gare disputate in manifestazioni nazionali non ufficiali quali (in ordine cronologico): Coppa Firpi (1, 1909), Scarpa Radice (2, 1913), Coppa Gazzetta dello Sport (2, 1915), Coppa Federale (2, 1915-16), Coppa Regionale Lombarda (2, 1917), Coppa Mauro (5, 1917-19), Coppa Giuriati (1, 1918), Coppa Biffi (1, 1918), Trofeo Lombardi e Macchi (5, 1924-29), Trofeo Palla d'Oro (1, 1931), Coppa Pozzani (2, 1932), Coppa del Primato Cittadino (8, 1934-1942), Coppa Monti (3, 1944-45), Torneo Benefico Lombardo (2, 1945), Coppa Pasinetti (1, 1953), Coppa Città di Milano (2, 1963-69), Trofeo Luigi Berlusconi (2, 1992-2015) e amichevoli varie (22, 1908-2002). Sono escluse le gare della durata di un singolo periodo di gioco disputate in manifestazioni nazionali non ufficiali quali (in ordine cronologico): Memorial Giorgio Ghezzi (2, 1992-93), Trofeo TIM (13, 2001-15) e Trofeo San Nicola (1, 2015).[121][122]
- Tornei internazionali: In questa sezione sono indicate le gare disputate in manifestazioni internazionali non ufficiali quali (in ordine cronologico): Coppa Chiasso (1, 1908), Trofeo Città di New York (1, 1969), Mundialito per club (3, 1981-87), World Football Challenge (1, 2009), International Champions Cup (1, 2015).[122]
- Totale non ufficiale: aggregazione dei dati precedenti (competizioni non ufficiali nazionali e internazionali).

#### Partite complessive
|                            | Totale gare disputate | Vittorie dell'Inter | Pareggi | Vittorie del Milan | Reti dell'Inter | Reti del Milan |
| Competizioni ufficiali     | 244                   | 91                  | 71      | 82                 | 341             | 322            |
| Competizioni non ufficiali | 71                    | 24                  | 11      | 36                 | 124             | 155            |
| Totale assoluto            | 315                   | 115                 | 82      | 118                | 465             | 477            |

Legenda
- Competizioni ufficiali: vedi Totale ufficiale.
- Competizioni non ufficiali: vedi Totale non ufficiale.
- Totale assoluto: aggregazione dei dati precedenti (competizioni ufficiali e non ufficiali).

### Giocatori

#### Marcatori
Di seguito è riportato l'elenco dei principali marcatori nelle gare ufficiali della stracittadina milanese.
| Posizione | Nome                 | Squadra              | Reti |
| --------- | -------------------- | -------------------- | ---- |
| 1         | Andrij Ševčenko      | Milan                | 14   |
| 2         | Giuseppe Meazza      | Inter (12) Milan (1) | 13   |
| 3         | Gunnar Nordahl       | Milan                | 11   |
| 3         | István Nyers         | Inter                | 11   |
| 5         | Enrico Candiani      | Inter (7) Milan (3)  | 10   |
| 5         | Zlatan Ibrahimović   | Inter (2) Milan (8)  | 10   |
| 7         | Lautaro Martínez     | Inter                | 9    |
| 8         | Benito Lorenzi       | Inter                | 8    |
| 9         | José Altafini        | Milan                | 7    |
| 9         | Alessandro Altobelli | Inter                | 7    |
| 9         | Roberto Boninsegna   | Inter                | 7    |
| 9         | Louis Van Hege       | Milan                | 7    |
| 13        | Aldo Boffi           | Milan                | 6    |
| 13        | Atilio Demaría       | Inter                | 6    |
| 13        | Sandro Mazzola       | Inter                | 6    |
| 13        | Diego Milito         | Inter                | 6    |
| 13        | Pietro Serantoni     | Inter                | 6    |
| 18        | Amarildo             | Milan                | 5    |
| 18        | Pietro Arcari        | Milan                | 5    |
| 18        | Mario Corso          | Inter                | 5    |
| 18        | Mauro Icardi         | Inter                | 5    |
| 18        | Kaká                 | Milan                | 5    |
| 18        | Romelu Lukaku        | Inter                | 5    |
| 18        | Gabriele Oriali      | Inter                | 5    |
| 18        | Ronaldo              | Inter (4) Milan (1)  | 5    |

#### Presenze
Di seguito è riportato l'elenco dei principali giocatori con più presenze nelle gare ufficiali della stracittadina milanese.
| Posizione | Nome                  | Squadra              | Presenze |
| --------- | --------------------- | -------------------- | -------- |
| 1         | Paolo Maldini         | Milan                | 56       |
| 2         | Javier Zanetti        | Inter                | 47       |
| 3         | Giuseppe Bergomi      | Inter                | 44       |
| 4         | Alessandro Costacurta | Milan                | 43       |
| 5         | Gianni Rivera         | Milan                | 42       |
| 6         | Giacinto Facchetti    | Inter                | 40       |
| 6         | Sandro Mazzola        | Inter                | 40       |
| 6         | Giuseppe Meazza       | Inter (37) Milan (3) | 40       |
| 9         | Franco Baresi         | Milan                | 39       |
| 10        | Mauro Tassotti        | Milan                | 35       |
| 11        | Tarcisio Burgnich     | Inter                | 34       |
| 12        | Giuseppe Baresi       | Inter                | 33       |
| 12        | Mario Corso           | Inter                | 33       |
| 14        | Marco Sala            | Milan (31) Inter (1) | 32       |
| 15        | Clarence Seedorf      | Inter (7) Milan (24) | 31       |
| 15        | Luigi Perversi        | Milan                | 31       |

### Allenatori
Di seguito è riportato l'elenco dei principali allenatori con più presenze nelle gare ufficiali della stracittadina milanese.
| Posizione | Nome                | Squadra              | Presenze |
| --------- | ------------------- | -------------------- | -------- |
| 1         | Nereo Rocco         | Milan                | 25       |
| 2         | Helenio Herrera     | Inter                | 20       |
| 2         | Giuseppe Viani      | Milan                | 20       |
| 4         | Carlo Ancelotti     | Milan                | 19       |
| 4         | Antonio Busini      | Milan                | 19       |
| 6         | Fabio Capello       | Milan                | 18       |
| 7         | Stefano Pioli       | Inter (2) Milan (15) | 17       |
| 8         | Simone Inzaghi      | Inter                | 16       |
| 8         | Nils Liedholm       | Milan                | 16       |
| 10        | Roberto Mancini     | Inter                | 14       |
| 11        | Giovanni Trapattoni | Milan (3) Inter (10) | 13       |
| 12        | Virgilio Fossati    | Inter                | 12       |
| 12        | Árpád Weisz         | Inter                | 12       |
| 14        | József Bánás        | Milan                | 10       |
| 14        | Eugenio Bersellini  | Inter                | 10       |
| 16        | Adolfo Baloncieri   | Milan                | 9        |
| 16        | Arrigo Sacchi       | Milan                | 9        |

### Stadi

Lo stadio di San Siro, dal 1980 intitolato a Giuseppe Meazza, ha ospitato la maggior parte delle stracittadine tra Inter e Milan

L'impianto che ha ospitato il maggior numero di derby ufficiali tra Inter e Milan è lo stadio di San Siro, inaugurato nel 1926 e condiviso dalle due squadre a partire dal 1947. Altri campi da gioco teatro della stracittadina sono stati l'Arena Civica, il campo Milan di Porta Monforte, il campo di via Goldoni, il campo di viale Lombardia, lo stadio nazionale di Pechino, dove si è disputata la Supercoppa italiana 2011, lo stadio internazionale Re Fahd, dove si è disputata la Supercoppa italiana 2022 e lo stadio dell'Università Re Sa'ud, dove si è disputata la Supercoppa italiana 2024.
Di seguito viene riportato un prospetto con il numero di partite disputate in ogni campo da gioco.
Dati aggiornati al 23 aprile 2025.
| Stadio                          | Partite giocate |
| ------------------------------- | --------------- |
| Stadio San Siro                 | 206             |
| Arena Civica                    | 23              |
| Campo Milan di Porta Monforte   | 6               |
| Campo di via Goldoni            | 5               |
| Campo di viale Lombardia        | 1               |
| Stadio nazionale di Pechino     | 1               |
| Stadio internazionale Re Fahd   | 1               |
| Stadio dell'Università Re Sa'ud | 1               |
| Totale                          | 244             |

## Record
Dati aggiornati al 23 aprile 2025.

### Record di squadra
- Partita con più gol: 11, Inter-Milan 6-5 del 6 novembre 1949.[123]
- Vittoria con il maggior scarto a favore dell'Inter: 0-5 del 6 febbraio 1910.
- Vittoria con il maggior scarto a favore del Milan: 0-6 dell'11 maggio 2001.[123]
- Maggior numero di vittorie consecutive del Milan: 6, dal 5 febbraio 1911 al 9 febbraio 1913 e dal 30 maggio 1946 all'11 aprile 1948.
- Maggior numero di vittorie consecutive dell'Inter: 6, dal 18 gennaio 2023 al 22 aprile 2024.
- Maggior numero di vittorie in un anno solare: Inter, 5 (2023).
- Pareggi consecutivi: 4, dal 29 settembre 1935 al 7 febbraio 1937.
- Maggior numero di partite consecutive senza sconfitte: Inter, 17, dal 10 novembre 1929 al 7 febbraio 1937.
- Maggior numero di partite consecutive senza subire gol: Milan, 4, dal 10 novembre 1974 al 15 giugno 1975 e dal 24 ottobre 2004 al 12 aprile 2005 ; Inter, 4, dal 18 gennaio 2023 al 16 maggio 2023.
- Maggior numero di partite consecutive con almeno un gol segnato: Inter, 12, dal 7 novembre 1954 al 22 marzo 1959, dal 10 aprile 1993 al 22 novembre 1997 e dal 19 aprile 2022 al 2 aprile 2025.
- Gol più veloce per l'Inter: Sandro Mazzola, 0 min 13 s, 24 febbraio 1963.[124]
- Gol più veloce per il Milan: José Altafini, 0 min 25 s, 26 marzo 1961.[125]
- Gol più tardivo per l'Inter: Christian Eriksen, 90+6 min 43 s, 26 gennaio 2021.[126]
- Gol più tardivo per il Milan: Cristián Zapata, 90+6 min 38 s, 15 aprile 2017.[126][127]
- Miglior marcatore dell'Inter in un singolo derby: Giovanni Capra, 3 gol il 6 febbraio 1910, Amedeo Amadei, 3 gol il 6 novembre 1949, István Nyers, 3 gol il 1º novembre 1953, Diego Milito, 3 gol il 6 maggio 2012 e Mauro Icardi, 3 gol il 15 ottobre 2017.
- Miglior marcatore del Milan in un singolo derby: José Altafini, 4 gol il 27 marzo 1960.[123]
- Più derby disputatisi in una stagione: 5 (2022-2023 e 2024-2025)
- Più derby disputatisi in un anno solare: 5 (2023).
- Partita con il maggior incasso: Inter-Milan 1-0 del 16 maggio 2023 (€ 12 547 765).[128]
- Saul Malatrasi è l'unico giocatore ad aver conquistato lo scudetto, la Coppa dei Campioni e la Coppa Intercontinentale sia con l'Inter che con il Milan.
- Zlatan Ibrahimović è l'unico giocatore ad essersi laureato capocannoniere della Serie A sia con l'Inter (2008-09) che con il Milan (2011-12).
- Romelu Lukaku è il giocatore che ha segnato in più derby consecutivi (5 dal 21 settembre 2019 al 21 febbraio 2021).[129]
- Edoardo Mariani è il giocatore più giovane ad aver segnato in un derby (1 gol il 27 febbraio 1910, a 16 anni e 359 giorni).
- Zlatan Ibrahimović è il giocatore più anziano ad aver segnato in un derby (1 gol il 26 gennaio 2021, a 39 anni e 115 giorni).

### Finali ufficiali
Nelle finali di trofei ufficiali (compresi i tornei da un solo incontro), le due squadre finora hanno fatto registrare i seguenti risultati:
- Il Milan ha prevalso tre volte:
  - in Coppa Italia 1976-1977 (Milan-Inter 2-0);
  - in Supercoppa italiana 2011 (Milan-Inter 2-1).
  - in Supercoppa italiana 2024 (Inter-Milan 2-3).
- L'Inter ha prevalso una volta:
  - in Supercoppa italiana 2022 (Milan-Inter 0-3).

## Partite a ranghi unificati

Il MilanInter, in maglia crociata biancorossa, sceso in campo il 13 ottobre 1965 contro il per il Trofeo dell'Amicizia Italo-Inglese

Pur essendo separate da una forte rivalità, è successo per ben 22 volte, nel corso del XX secolo, che Inter e Milan siano scese in campo con una sola maglia per disputare incontri di carattere amichevole. La prima volta risale al 20 settembre 1926 quando a Milano una rappresentativa cittadina, vestita in maglia granata, superò 4-1 una corrispettiva tedesca. In seguito, tra le sfide degne di nota ci fu quella del 27 novembre 1949 quando, per celebrare il cinquantenario del Milan, il cosiddetto MilanInter affrontò l'Austria Vienna venendo sconfitto per 4-3, sfoggiando nell'occasione una casacca bianca che univa in una fascia sul petto le tinte sociali di entrambi i club.
Nel periodo interbellico la formazione milanese scese in campo più volte contro le rappresentative di altre regioni o città, quasi sempre in tinte anonime come grigio o nero. Nel corso del secondo dopoguerra la compagine, sotto un'insolita divisa arancione, si riunì per affrontare gli argentini del River Plate, gli svedesi dell'AIK e i brasiliani del Flamengo.

Il MilanInter, in maglia azzurra, sceso in campo il 21 febbraio 1982 in amichevole contro la

Altro incontro di rilievo fu quello del 13 ottobre 1965, quando la selezione mista meneghina, allenata dal tandem Herrera-Liedholm e per l'occasione in una maglia crociata biancorossa che richiamava le insegne comunali, affrontò gli inglesi del Chelsea sotto gli occhi del principe Filippo di Edimburgo; al termine della gara, Herrera dichiarò soddisfatto: «Buen equipo, Milan e Inter insieme stanno bene, proprio bene». Ancora, l'11 giugno 1969 le due squadre si ritrovarono insieme a Lione per un'altra sfida di cartello, affrontando la squadra locale dell'Olympique in occasione delle celebrazioni per il gemellaggio tra le due città; la gara terminò 7-1 in favore dei milanesi, che scesero in campo in maglia bianca a strisce rossonerazzurre.
Il canto del cigno del MilanInter arrivò in pieno riflusso, quando ormai l'interesse del pubblico per questo tipo di esibizioni andava sempre più scemando e anche l'opinione delle due tifoserie era sempre più contraria. Le ultime sfide furono quella del 17 dicembre 1980, quando a San Siro la selezione meneghina, nell'occasione in una divisa azzurra che richiamava quella dell'Italia, sfidò a scopo benefico i tedeschi del Bayern Monaco onde raccogliere fondi per la popolazione dell'Irpinia colpita dal terremoto, perdendo 2-1, e quelle del 1982 che videro il MilanInter affrontare in febbraio la nazionale polacca e in aprile quella peruviana, nell'ambito della preparazione di quest'ultime in vista del campionato del mondo 1982, uscendo sconfitto entrambe le volte rispettivamente 2-1 e 2-0.